# بلوتو

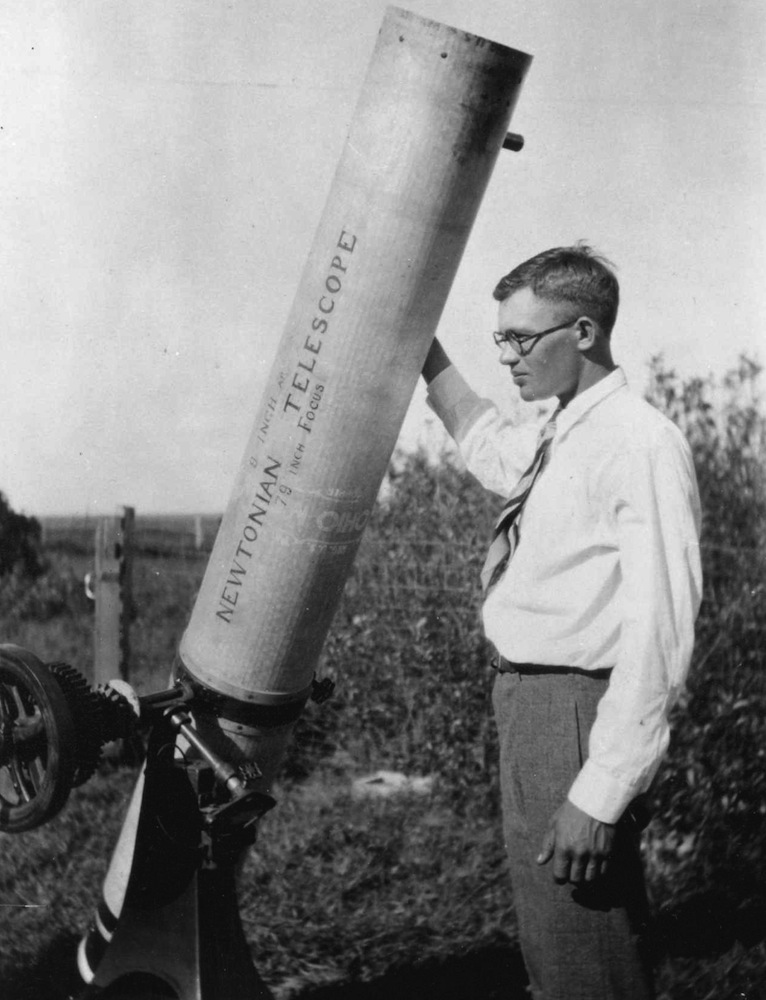
كلايد تومبو في كانساس

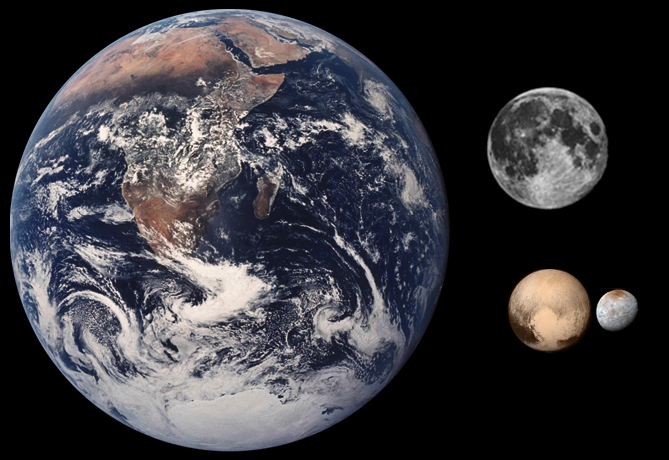
مقارنة بين حجم الأرض والقمر وحجم كوكب بلوتو

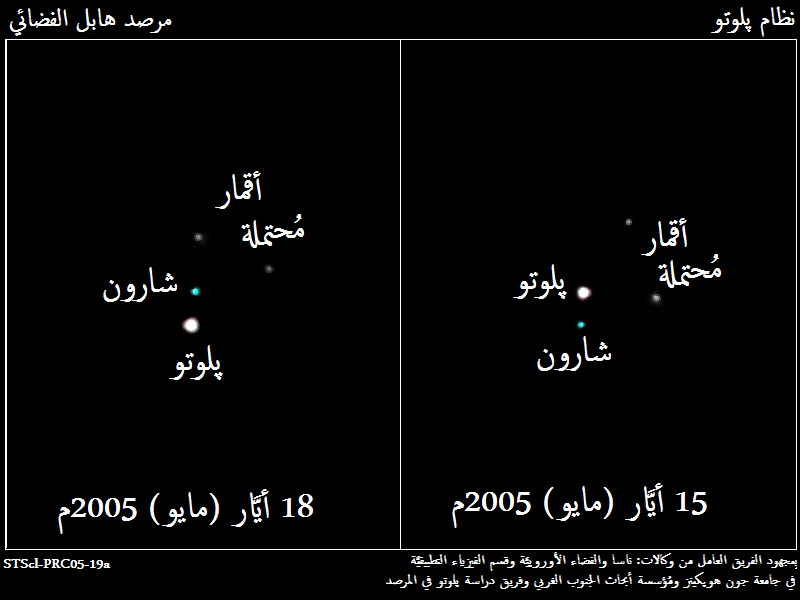
صورة لقمرين اكتشفا في شهر مايو عام 2005 تابعان لكوكب بلوتو سميا P1 وP2

بلوتو (باللاتينية: Pluto) (الرموز:  أو ) كما يُعرف باسم أَفْلُوطُون أو بُلُوطُون، وهو كوكب قزم في حزام كايبر، حلقة من أجرام وراء مدار نبتون وهو أول جرم فلكي يُكتشف في حزام كايبر، ولقد اكتشفه العالم الفلكي كلايد تومبو في عام 1930 وكان يعتبر في الأصل أصغر كواكب المجموعة الشمسية التسعة. ولهُ خمسة أقمار، أكبرها قمر شارون وحجمه يبلغ ثلثي حجم بلوتو تقريبا.
كان الرومان يعتقدون أن الإله بلوتو هو إله العالم السفلي وهو مكافئ للفظ اليوناني «هاديس» والذي يعني «غير معروف المنشأ»، ويحمل الحروف الأولى من الفلكي المعروف بيرسيفال لويل، وفي كلٍ من اللغات الصينية واليابانية والكورية تعني «نجمة ملك الموت Star of the King of the Death»، وفي اللغة الفيتنامية هو اسم آخر لياما Yama أو حارس جهنم كما يعتقدون في المعتقدات الهندوسية.
إن بلوتو هو تاسع أكبر جرم معروف يدور حول الشمس مباشرة. وهو أكبر جرم وراء نبتون معروف من حيث الحجم ولكن أصغر حجماً من إريس.
وعلى غرار الأجسام الأخرى في حزام كايبر، فإن بلوتو متكون في المقام الأول من الجليد والصخور، وهو صغير نسبيا حيث يمثل حوالي سدس كتلة القمر وثلث حجمه. مدار بلوتو منحرف ومائل ويمتد خلال نطاق يتراوح بين 30 إلى 49 وحدة فلكية أو (4.4 - 4.7 مليار كم) من الشمس. وهذا يعني أن بلوتو يكون في فترات منتظمة أقرب إلى الشمس من نبتون، ولكن الرنين المداري (2:3) المستقر مع نبتون يمنعه من الاصطدام بهِ. ضوء الشمس يستغرق حوالي 5.5 ساعة للوصول إلى بلوتو في متوسط مسافة (39.5 وحدة فلكية).
جاذبية سطح بلوتو (0.658 م / ث 2)، أي بمعنى لو فرضنا بأنك فوق سطح بلوتو ووزنك فوق سطح الأرض 700 نيوتن فسيكون وزنك 40 نيوتن، وحجم بلوتو أصغر من حجم سبعة أقمار في المجموعة الشمسية. ومن شدة صغرهِ لا يعتبرهُ الكثير من علماء الفلك من الكواكب بل حاول البعض اعتباره تابعاً لكوكب نبتون، حيث أن دولة روسيا مساحتها أكبر من مساحته، تبلغ متوسط درجة حرارته –234 درجة مئوية وجوّه مكوّن من غازي الميثان والنيتروجين.
لدى بلوتو خمسةُ أقمار معروفة وهي شارون (وهو أكبرهم ويبلغ قطره أكثر قليلاً من نصف قطر بلوتو) وستيكس ونيكس وكيربيروس وهيدرا. يعتبر بلوتو وشارون في بعض الأحيان نظامًا ثنائيًا لأن المخزن الحركي لمدارهما لا يقع داخل أي جسم.
قامت المركبة الفضائية نيوهورايزن بجولة حول بلوتو في 14 يوليو 2015، لتصبح أول مركبة فضائية تصل هناك. خلال رحلتها القصيرة، قامت نيو هورايزونز بقياسات وملاحظات مفصلة عن بلوتو وأقماره.
في شهر سبتمبر 2016، أعلن علماء الفلك أن الغطاء البني المحمر من القطب الشمالي لشارون يتكون من الثولين والجزيئات العضوية التي قد تكون مكونات لظهور الحياة، والغطاء المحمر ناتج من غازي الميثان والنيتروجين والغازات الأخرى المنبعثة من الغلاف الجوي لبلوتو ونقل حوالي 19000 كم (12000 ميل) إلى القمر المداري.

## التاريخ

### الاكتشاف
في عقد الأربعينيات من القرن التاسع عشر (1840)، استخدم عالم الفلك أوربان لوفيرييه الميكانيكا النيوتونية للتنبؤ بموقع الكوكب نبتون الذي لم يكتشف بعد. بعد تحليل الاضطرابات في مدار أورانوس أدت الملاحظات اللاحقة لنبتون في أواخر القرن التاسع عشر إلى جعل علماء الفلك يتكهنون بأن مدار أورانوس كان مضطربًا بواسطة كوكب آخر بجانب كوكب نبتون.
في عام 1906، بدأ بيرسيفال لويل (وهو من سكان بوسطن الأثرياء الذين أسسوا مرصد لويل في فلاغستاف بولاية أريزونا عام 1894)، بمشروع كبير بحثًا عن كوكب تاسع محتمل، أطلق عليه اسم «الكوكب العاشر».
بحلول عام 1909، اقترح لويل وويليام بيكرينغ العديد من الإحداثيات السماوية المحتملة لمثل هذا الكوكب. أجرى لويل ومرصده أبحاثا حتى وفاتهِ في عام 1916، ولكن دون جدوى. لم يكن معروفًا لدى لويل، فقد التقطت استطلاعاته صورتين ضعيفتين عن بلوتو في 19 مارس و7 أبريل 1915، لكن لم يتعرف عليهما كما كان.
دخلت أرملة بيرسيفال، كونستانس لويل في معركة قانونية لمدة عشر سنوات مع مرصد لويل بشأن تراث زوجها، ولم يستأنف البحث عن الكوكب العاشر حتى عام 1929. أعطى مدير المراصد فيستو ميلفين سليفير، مهمة تحديد موقع الكوكب العاشر لكلايد تومبو (عمره 23 عامًا عندما استلم المهمة)، الذي وصل لتوه إلى المرصد بعد أن تأثرت سليفير بعينة من رسوماته الفلكية.
كانت مهمة كلايد تومبو هي تصوير السماء الليلية بشكل منهجي في أزواج من الصور الفوتوغرافية، ثم فحص كل زوج وتحديد ما إذا كانت أي جرمات قد غيرت موضعها. باستخدام المقارنة الوامضة، تحول بسرعة بين وجهات النظر لكل من اللوحات لإنشاء المهمة بحركة أي جرمات قد غيرت موضعها أو المظهر بين الصور الفوتوغرافية.
في 18 فبراير 1930، بعد قرابة عام من البحث، اكتشف تومبو جرمًا متحركًا محتملاً على لوحات فوتوغرافية التقطت في 23 و29 يناير. ولقد ساعدت صورة أقل جودة التقطت في 21 يناير في تأكيد الحركة. وبعد أن حصل المرصد على مزيد من الصور التأكيدية، ارسل خبر اكتشافه إلى مرصد كلية هارفارد في 13 مارس 1930. يبلغ مقدار سنة بلوتو الواحدة 247.68 سنة ولهذا لم يكمل بلوتو مدارًا كاملًا حول الشمس منذ اكتشافه.

### التسمية
كان خبر اكتشافه هو العنوان الرئيس للصحف حول العالم. حيث كان لمرصد لويل الحق في تسمية الجرم الجديد، وقد تلقى أكثر من 1000 اقتراح من جميع أنحاء العالم، تتراوح من أطلس إلى زيمال. حث تومبو سليفير على اقتراح اسم للجرم الجديد بسرعة قبل أن يفعله شخص آخر. اقترحت كونستانس لويل اسم زيوس، ثم بيرسيفال وأخيرا تجاهلوا هذه الاقتراحات.
اسم بلوتو، يعد إله العالم السفلي، اقترحتهُ الطفلة فينيشو بورني (1918-2009)، وهي تلميذة تبلغ من العمر أحد عشر عامًا في أكسفورد بإنجلترا والتي أصبحت معلمة فيما بعد، وكانت مهتمة بالأساطير الكلاسيكية. اقترحت ذلك في محادثة مع جدها فالكونر مادان، أمين مكتبة سابق في مكتبة بودليان بجامعة أكسفورد، والذي نقل الاسم إلى أستاذ علم الفلك هربرت هول تيرنر، الذي أوصلهُ إلى زملائه في الولايات المتحدة.
سُمح لكل عضو في مرصد لويل بالتصويت على قائمة مختصرة من ثلاثة أسماء:
- مينيرفا (الذي كان بالفعل اسمًا لكويكب).
- كرونوس (الذي فقد سمعته من خلال اقتراحه من قبل عالم الفلك توماس جيفرسون).
- بلوتو.

تلقى بلوتو جميع الأصوات، وأعلن عن الاسم في 1 مايو 1930. وبعد الإعلان، منحت الطفلة فينتيا بورني 5 جنيهات إسترلينية (أي ما يعادل 300 جنيه إسترليني، أو 450 دولار أمريكي في عام 2014) كمكافأة.
وقد ساعد الاختيار الأخير للاسم جزئياً في حقيقة أن أول حرفين من بلوتو هما الأحرف الأولى من بيرسيفال لويل. ثم انشيء الرمز الفلكي لبلوتو (). وسرعان ما اعتنق الاسم ثقافة أوسع.
في عام 1930، كان يبدو أن والت ديزني استوحت اسم بلوتو عندما قدم الكلب رفيق ميكي ماوس باسم بلوتو، على الرغم من أن الرسوم المتحركة بديزني لم تستطع تأكيد سبب إعطاء الاسم.
في عام 1941، أطلق غلين سيبورغ اسم بلوتونيوم العنصر الذي اكتشف حديثًا على اسم بلوتو، وذلك تمشياً مع تقليد تسمية العناصر بعد الكواكب المكتشفة حديثًا، وبعد اليورانيوم الذي سمي باسم أورانوس، ونبتونيومالذي سمي باسم نبتون.
تستخدم معظم اللغات اسم «بلوتو» في العديد من الترجمات. تستخدم بعض اللغات الهندية مثل الأوردو اسم بلوتو، بينما تستخدم لغات أخرى مثل اللغة الهندية الأم اسم ياما وهي تعني إله الموت في الأساطير الهندوسية والبوذية.

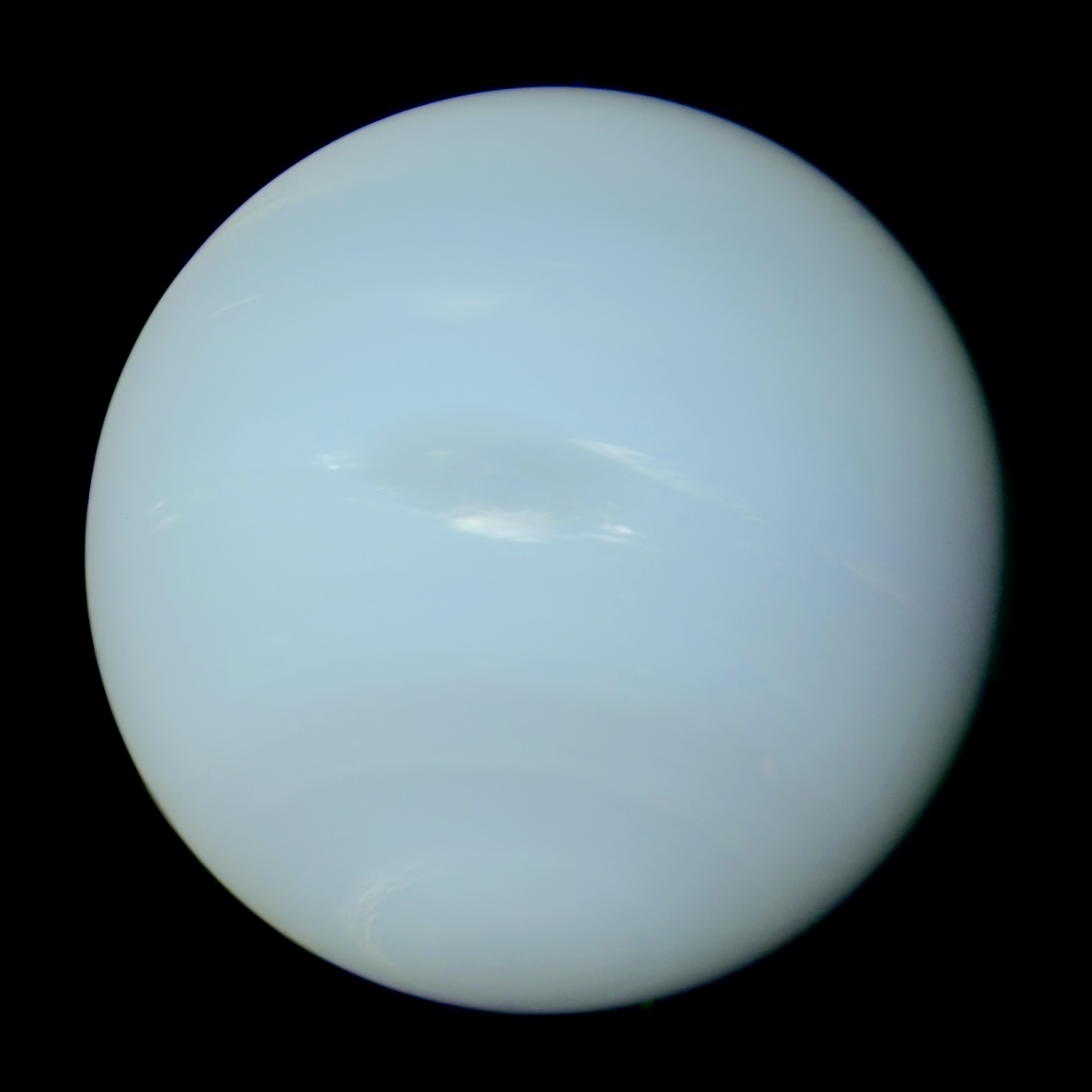
الكوكب نبتون.

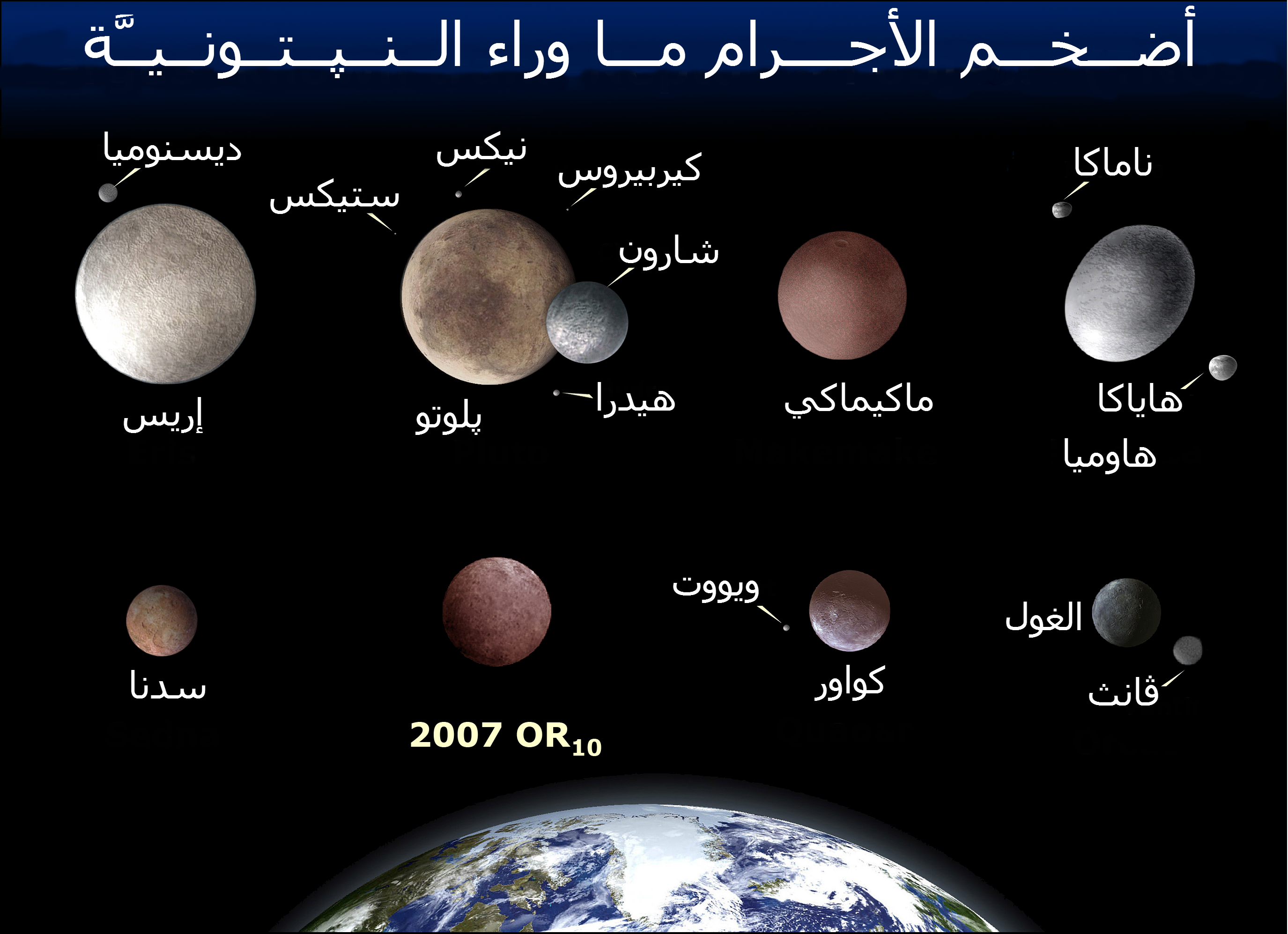
صورة تقارن أحجام أكبر الاجسام وراء نبتون بحجم كوكب الأرض.

### بطلان الكوكب العاشر
الكوكب العاشر وهو الاسم الذي يطلق على الكوكب الافتراضي الواقع وراء كوكب نبتون، ويمكن اعتباره الكوكب التاسع في النظام الشمسي.
حسب علماء الفلك كتلته في البداية بناء على تأثيره المفترض على كوكبي نبتون وأورانوس. في عام 1931، حسبت كتلة بلوتو لتكون مثل كتلة الأرض تقريبًا، مع مزيد من الحسابات في عام 1948 أدت إلى انخفاض الكتلة تقريبًا إلى كتلة المريخ.
في عام 1976، درس كل من ديل كرويكشانك وكارل بيلشر وديفيد موريسون من جامعة هاواي كوكب بلوتو لأول مرة، فوجدوا بحساباتهم أن سطحهِ مطابق لجليد الميثان؛ وهذا يعني أن سطح بلوتو كان مضيئًا بشكل استثنائي نسبة لحجمه، وبالتالي لا يمكن أن تكون كتلته أكثر من 1 في المائة من كتلة الأرض.
في عام 1978، اكتشف قمر بلوتو (شارون) وبقياس كتلة بلوتو لأول مرة: حوالي 0.2٪ من كوكب الأرض، وتبين صغر حجمه بحيث لا يمكن تفسير الاختلافات مع مدار أورانوس. وبالتالي فشلت عمليات البحث اللاحقة عن الكوكب العاشر البديل، خاصة بواسطة روبرت ساتون هارينغتون.
في عام 1992، استخدم عالم الفلك إي مايلز ستانديش بيانات من المسبار الفضائي فوياجر 2 الذي جمع بيانات من كوكب نبتون في عام 1989، والتي نقحت تقديرات كتلة نبتون نحو الأسفل بنسبة 0.5 ٪ وهي كمية مماثلة لكتلة المريخ ولإعادة حساب تأثير الجاذبية على كوكب أورانوس. مع إضافة الأرقام الجديدة، اختفت التناقضات وأيضا إختفى الكوكب العاشر.
يتفق غالبية العلماء في الوقت الحالي على عدم وجود الكوكب العاشر كما حدده لويل. حيث قام لويل بالتنبؤ بمدار الكوكب العاشر وموقعه في عام 1915 والذي كان قريبًا جدًا من مدار بلوتو الفعلي وموقعه في ذلك الوقت، استنتج إرنست ويليام براون بعد وقت قصير من اكتشاف بلوتو أن هذه التنبؤات كانت محض صدفة، وهي وجهة نظر مقبولة وما زالت قائمة حتى اليوم.
| السنة | الكتلة                  | قدرت بواسطة                              |
| ----- | ----------------------- | ---------------------------------------- |
| 1915  | 7 أضعاف كتلة الأرض      | بيرسيفال لويل (تنبأ بـ الكوكب العاشر)    |
| 1931  | 100 % مساوٍ لكتلة الأرض  | سيث بارنز نيكلسون ونيكولاس مايال         |
| 1948  | 0.1 % من كتلة الأرض     | جيرارد كايبر                             |
| 1976  | 0.01 % من كتلة الأرض    | ديل كرويكشانك، كارل بيلشر وديفيد موريسون |
| 1978  | 0.0015 % من كتلة الأرض  | جيمس دبليو كريستي وروبرت ساتون هارينغتون |
| 2006  | 0.00218 % من كتلة الأرض | مارك ويليام بوي                          |

### التصنيف

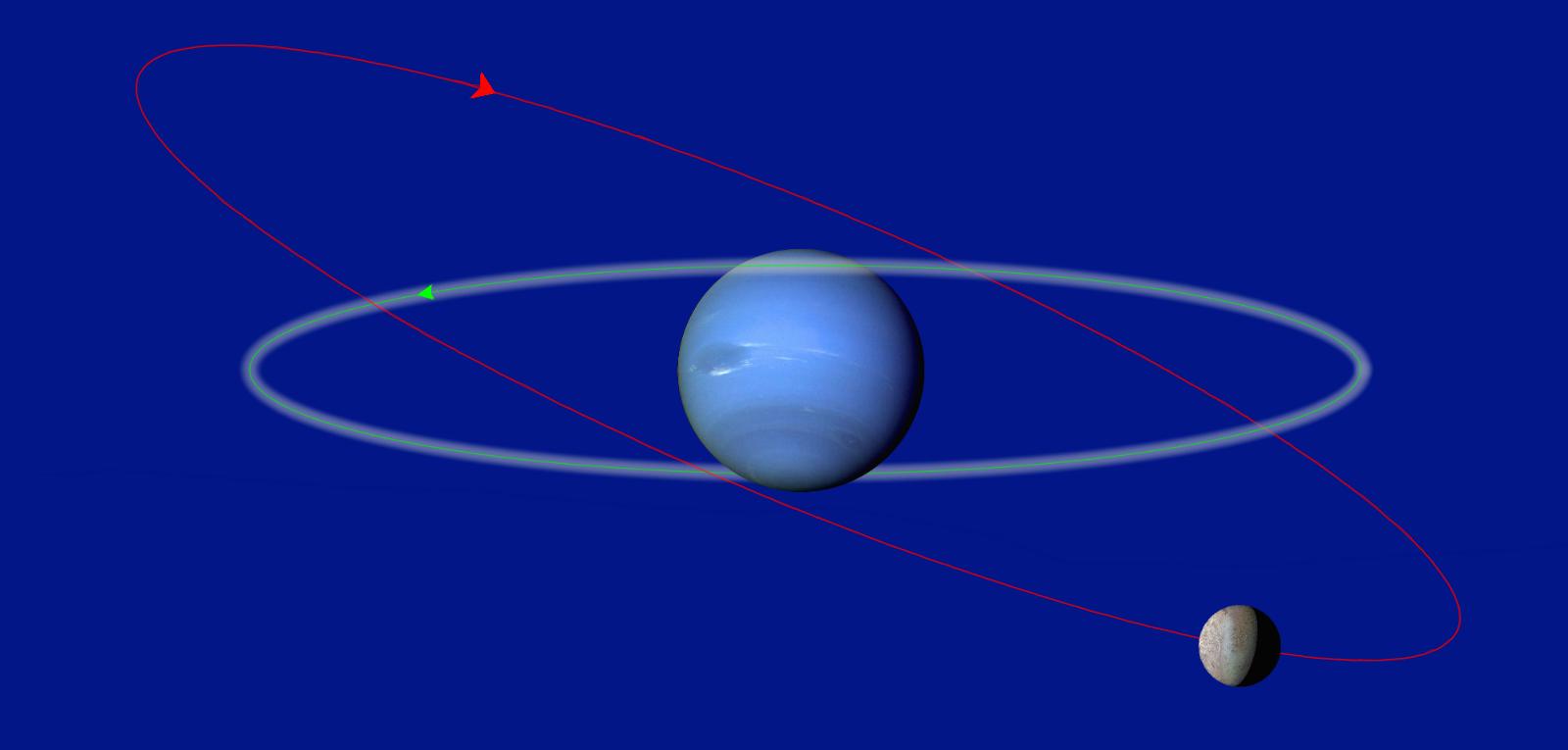
مدار ترايتون ونبتون

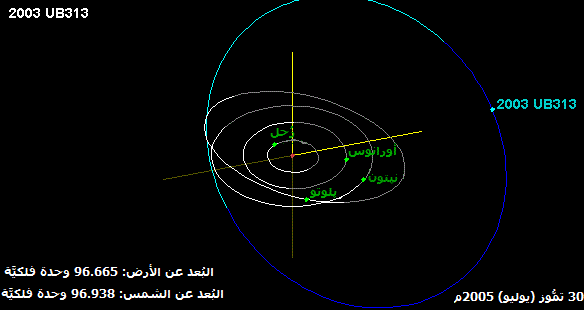
مدار كوكب إريس (بالأزرق).

من عام 1992 اكتشف العديد من الأجسام التي تدور في نفس المجال مثل بلوتو، مما يدل على أن بلوتو هو جزء من مجموعة من الجرمات تسمى حزام كويبر.
جعل هذا وضعه الرسمي ككوكب مثيرًا للجدل، حيث شكك الكثيرون فيما إذا كان ينبغي النظر إلى بلوتو مع بقية الأجسام المحيطة به أم منفصلا عنها. أثار مديرو المتاحف والقبة السماوية أحيانًا جدلاً من خلال حذف بلوتو من النماذج الكوكبية للنظام الشمسي. أعيد فتح القبة السماوية في شهر فبراير عام 2000، وبعد التجديد مع نموذج من ثمانية كواكب فقط، والذي تصدر عناوين الصحف عام 2001.
نظرًا لاكتشاف جرمات متزايدة بشكل أكبر من بلوتو في المنطقة، قيل إنه ينبغي إعادة تصنيف بلوتو كأحد جرمات حزام كويبر، تمامًا كما فقدت سيريس وبالاس وجونو وفستا مكانتها على كوكب الأرض بعد اكتشاف العديد من الكويكبات الأخرى.
في 29 يوليو 2005، أعلن علماء الفلك في معهد كاليفورنيا للتقنية عن اكتشاف جرم وراء نبتوني، وهو إريس، الذي كان أكبر بكثير من بلوتو وأكبر جسما منهُ واكتُشف في النظام الشمسي منذ ترايتون في عام 1846.
أطلق عليهِ مكتشفوه والصحافة في البداية اسم الكوكب العاشر، على الرغم من عدم وجود إجماع رسمي في ذلك الوقت على ما إذا كان يطلق عليهِ كوكب. واعتبر آخرون في المجتمع الفلكي بأن هذا الاكتشاف أقوى حجة لإعادة تصنيف بلوتو ككوكب ثانوي.

### تصنيف الاتحاد الفلكي الدولي

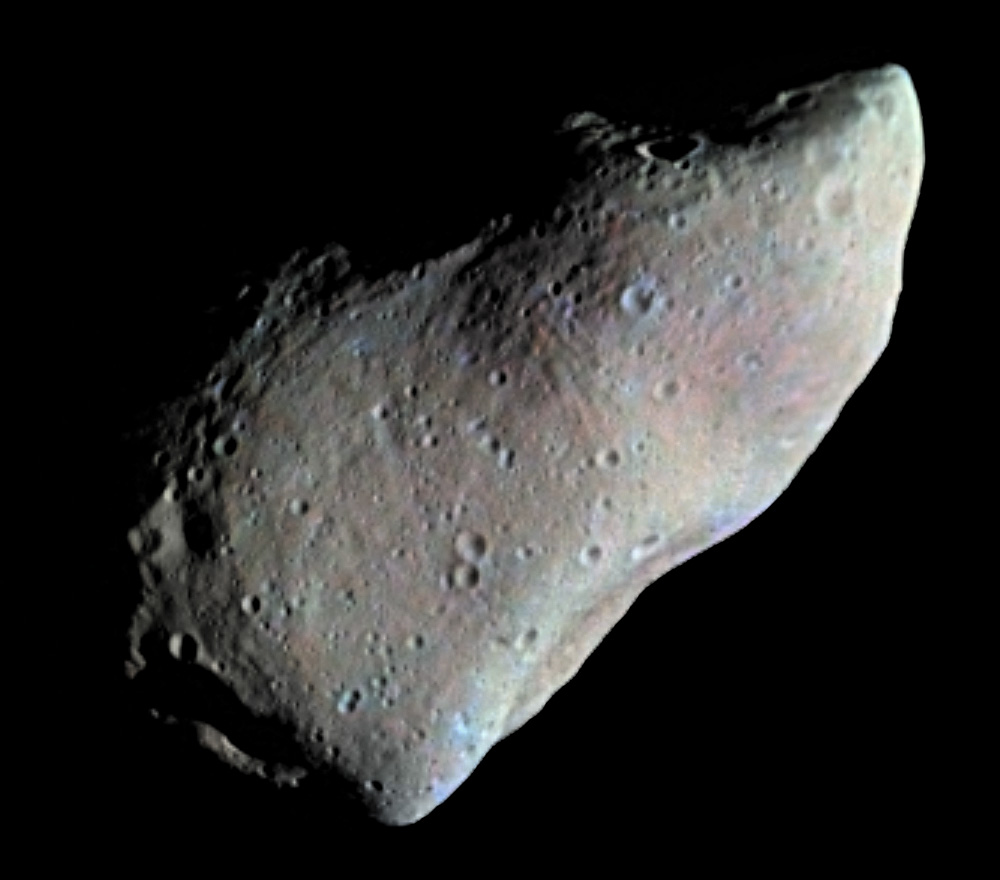
معظم الكويكبات الآن صارت تُصنّف ضمن "أجرام النظام الشمسي الصغيرة" حسب تعريف الاتحاد الفلكي الدولي.

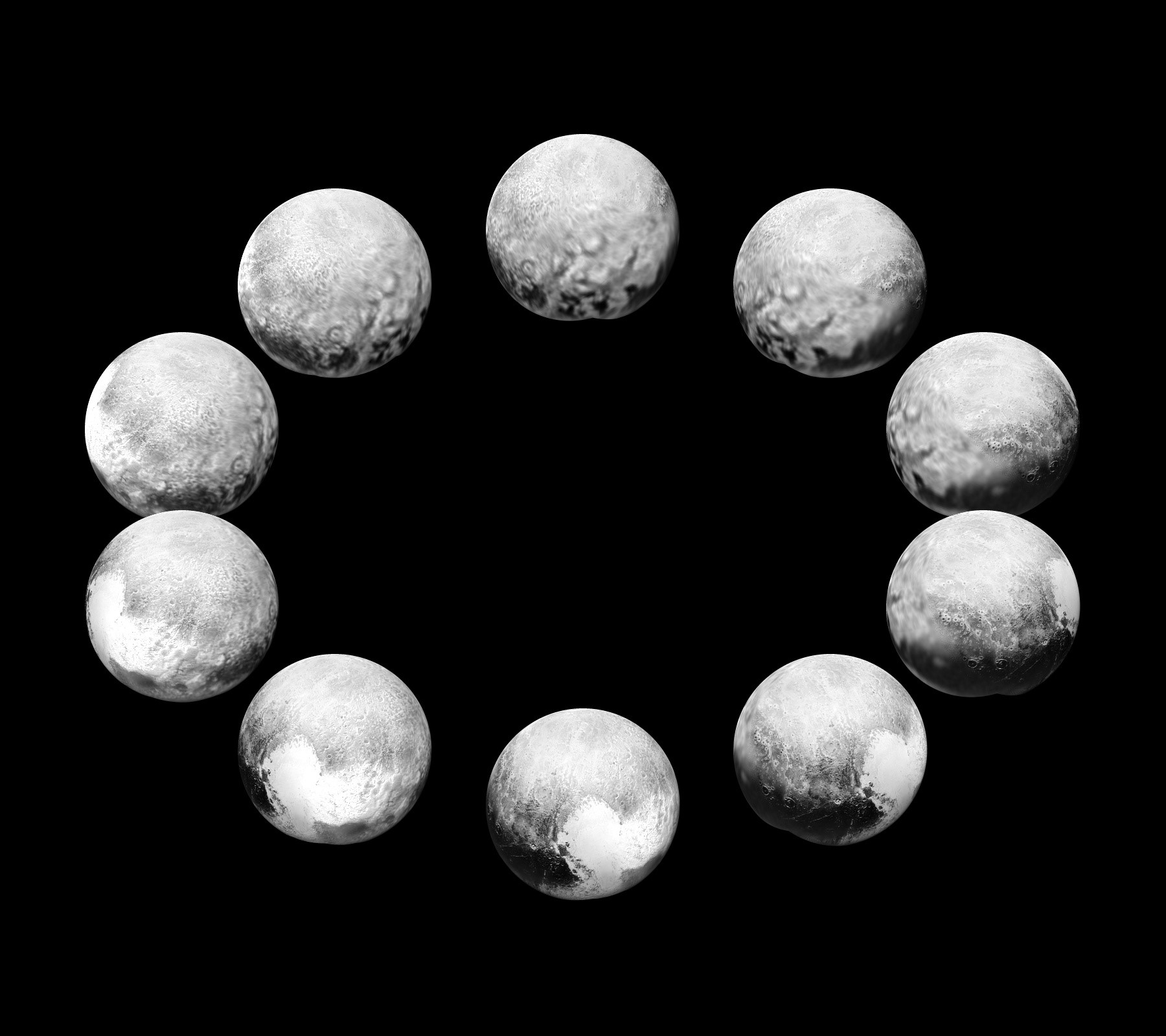
صورة بلوتو من زوايا مختلفة

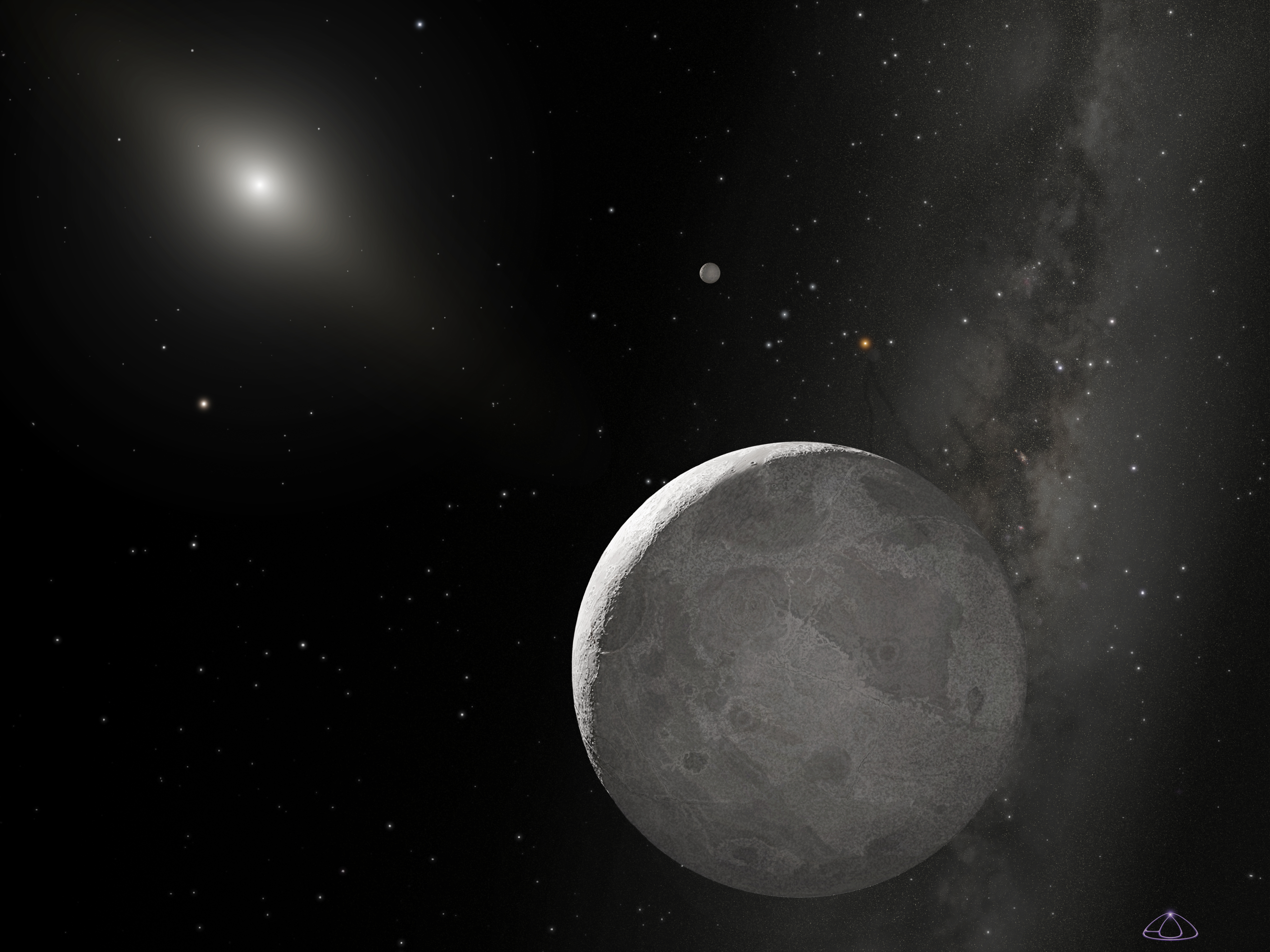
رسم تخيلي لكوكب إريس ولقمره ديسنوميا (جرم صغير في الأعلى واليسار)

وصل النقاش إلى ذروته في شهر أغسطس من عام 2006، حيث أنشأ تعريفا رسميا لمصطلح «الكوكب» بقرار من الإتحاد الفلكي الدولي، ووفقًا لهذا القرار، فإن هنالك ثلاثة شروط لاعتبار أي جرم في النظام الشمسي كوكبًا:
- يجب أن يدور الجرم في مدار حول الشمس
- يجب أن يكون الجرم ذو حجم ضخم بما فيه الكفاية ليكون مستديراً بفعل جاذبيته. أي أن تحسبه جاذبيته إلى شكل محدد بالتوازن الهيدروستاتيكي.
- يجب أن يكون الفضاء المحيط بالمدار نظيفاً وخالياً.

فشل بلوتو في تحقيق الشرط الثالث، لأن كتلته أقل بكثير من الكتلة المشتركة للجرمات الأخرى الموجودة في مداره: 0.07 مرة، على عكس كوكب الأرض، أي ما يعادل 1.7 مليون مرة من الكتلة المتبقية في مداره (باستثناء القمر). قررت وحدة المراجعة الداخلية أيضًا أن الهيئات التي تكون مثل بلوتو تفي بالمعايير 1 و2 ولكنها لا تفي بالمعيار 3، تسمى الكواكب القزمة.
في شهر سبتمبر 2006 وضع بلوتو، وإيريس وديسنوميا، في قائمة الكواكب الصغيرة، ومنحوا التعيينات الرسمية للكوكب الصغير "(134340) بلوتو"، و"(136199) إريس"، و"(136199) إريس الأول" ديسنوميا ". بالرغم من تضمين بلوتو عند اكتشافه في عام 1930، لكان من المحتمل أن يكون قد عين في 1164 ساغا، بعد 1163 ساغا الذي اكتشف قبل شهر من اكتشاف بلوتو.
كانت هناك بعض المقاومة داخل المجتمع الفلكي تجاه إعادة التصنيف. استهزأ آلان ستيرن بقرار وحدة المراجعة الداخلية، وهو المحقق الرئيسي في مهمة نيوهورايزن التابعة لناسا، قائلاً إن «التعريف ينتن لأسباب فنية». زعم ستيرن أنه بموجب شروط التعريف الجديد سيتم استبعاد الأرض والمريخ والمشتري ونبتون، والتي تشترك جميعها في مداراتها مع الكويكبات. وقال إن جميع الأقمار الكروية كبيرة الحجم، بما في ذلك القمر، فينبغي أن تعتبر بالمثل كواكب. وذكر أيضًا أنه نظرًا لأن أقل من خمسة بالمائة من علماء الفلك صوتوا لصالحهِ، فإن القرار لم يكن يمثل المجتمع الفلكي بأكمله.
التمس مارك ويليام بوي ثم مرصد لويل هذا التعريف. وقد أيد آخرون الاتحاد الفلكي الدولي. قال مايك براون عالم الفلك الذي اكتشف إريس: «من خلال هذا الإجراء الشبيه بالسيرك المجنون، تعثرت الإجابة الصحيحة بطريقة ما لقد كان وقتًا طويلاً والعلم يصحح نفسه في النهاية حتى عندما يتعلق الأمر بالعواطف القوية».
كان الاستقبال العام لقرار الاتحاد الفلكي الدولي مختلطًا. لقد قبل الكثير منهم إعادة التصنيف لكن البعض سعى إلى نقض القرار بتقديم التماسات عبر شبكة الإنترنت تحث الاتحاد الفلكي على النظر في إعادة العمل. ووصف قرار وحدة الرقابة الداخلية الذي قدمه بعض أعضاء جمعية ولاية كاليفورنيا بأنهُ «بدعة علمية».
أصدر مجلس النواب في نيو مكسيكو قرارًا على شرف كلايد تومبو، المقيم منذ فترة طويلة في تلك الولاية، والذي أعلن أن بلوتو سيعتبر دائمًا كوكبًا في سماء نيو مكسيكو، وفي 13 مارس 2007 سمي ذلك اليوم بيوم كوكب بلوتو. أصدر مجلس الشيوخ إلينوي قرارًا مماثلاً في عام 2009، على أساس أن كلايد تومبو، مكتشف بلوتو وُلد في إلينوي.

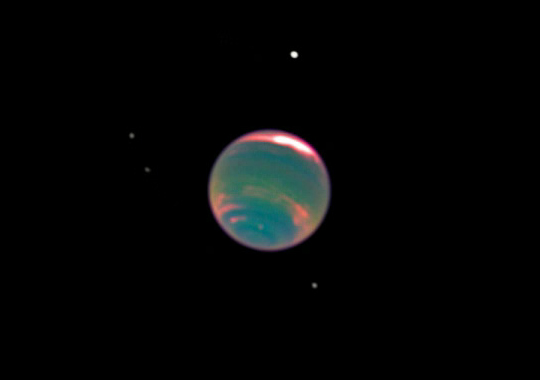
تصوير بالأشعة تحت الحمراء يوضح خطوط الميثان في الغلاف الجوي لكوكب نبتون، والنقاط الأربعة هي أقمار نبتون: بروتيوس، لاريسا، غالاتيا، ديسبينا

اجتمع الباحثون على جانبي النقاش في شهر أغسطس 2008 في مختبر الفيزياء التطبيقية بجامعة جونز هوبكنز في مؤتمر شمل محادثات متتالية حول تعريف الاتحاد الفلكي الدولي الحالي لكوكب ما. ونشر المؤتمر نشرة صحفية بعد ذلك تشير إلى أن العلماء لم يتمكنوا من التوصل إلى توافق في الآراء حول تعريف الكوكب. في شهر يونيو 2008 أعلن الاتحاد الفلكي الدولي في بيان صحفي أن مصطلح «بلوتويد» سيُستخدم من الآن فصاعدا للإشارة إلى بلوتو والجرمات الأخرى التي لها محور شبه مداري أكبر من محور كوكب نبتون وكتلة كافية لتكون قريبة من الشكل الكروي.

### لمحات من تاريخ بلوتو
بلوتو ذلك الكوكب غير المعروف النشأة والذي تختلف طبيعته عن بقية كواكب مجموعتنا الشمسية، فبعد اكتشافه مباشرة توقع العلماء أنه سيتفتت في غضون عشر سنوات على الأكثر، إلا أنهم فوجئوا بهِ يزداد كثافة وقوة مما جعلهم يعيدون حساباتهم أكثر من مرة.
وكان بلوتو في البدء الكوكب الثامن في ترتيب بعدهِ عن الشمس، إلى أن تقاطع مداره مع مدار كوكب نبتون ومن ثم تخطاه ليصبح ترتيبه التاسع ويتوقع العلماء أنه سيظل كذلك لمدة 228 عاما على الأقل منذ تخطيه لمدار نبتون في عقد التسعينات من القرن الماضي.

## أزمة بلوتو الأخيرة

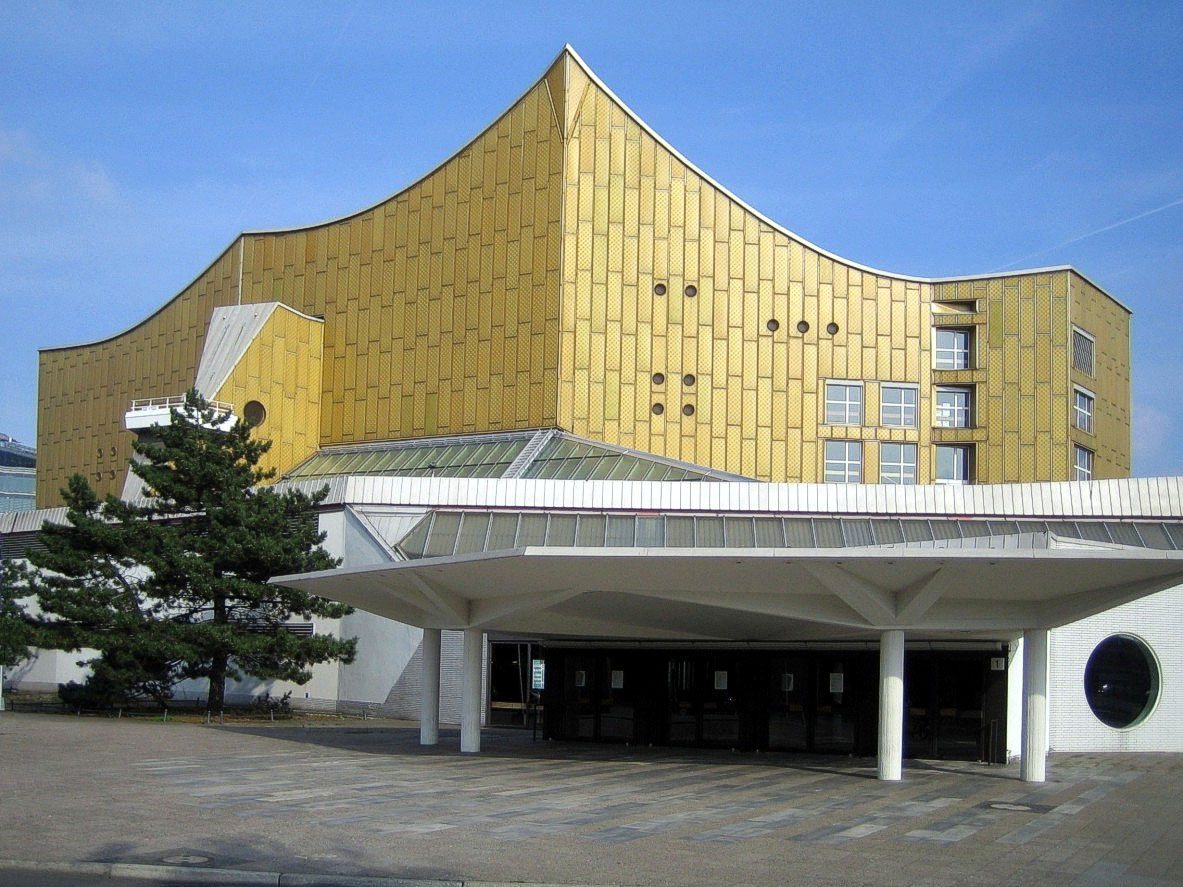
مسرح برلين فيلهارموني في برلين، وهو مقر أوركسترا برلين الفيلهارمونية.

أصبحت المناهج التعليمية حول الكواكب خالية من ذكر كوكب بلوتو، بسبب اختلاف رأي بعض العلماء الذين ضغطوا باتجاه اعتباره كوكبًا قزمًا أو كويكبًا.
بدأت الأزمة بعد انتهاء مؤتمر الاتحاد الفلكي الدولي (IAU) حيث كان من المقرر أن يحدد العلماء فيهِ مصير لقب بلوتو «الكوكبي»، وهل سيظل بلوتو كوكبا أم سيصنف على أنهُ نوع آخر من الأجرام الفضائية، وأنتهى المؤتمر باتفاق الأعضاء «المؤتمرين» على إسقاط اللقب عن بلوتو ووضع تعريف جديد لمفهوم كلمة «كوكب» يتمثل بشكل رئيسي في وجود نوعين منه: (كواكب) و(كواكب أقزام).
أثار هذا الأمر جدلاً واسعًا في الرأي العام العالمي وهو أمر طبيعي ناتج عن تأثير هذا الأمر على المناهج الدراسية وما تعلموه طوال حياتهم وتربوا  ونشأوا عليه، وانقسموا ما بين مؤيد ومعارض ومحايد.
حاولت آن مينارد أن تكون محايدة في المقال الذي نشرتهُ لتغطية الخبر على موقع ناشيونال جيوغرافيك نيوز ولكنها لم تستطع كتمان تلك النبرة من الاستنكار في عنوان مقالها: "ماذا عسانا نخبر الأطفال؟. أما "جون جيبسون" من فوكس نيوز فلم يكتفي بالتلميح واعترض صراحة في مقالهِ وبشكل ساخر تماما معلنا لهم أن يفعلوا ما يحلو لهم فبلوتو سيظل في نظرهِ كوكبا ولا شيء يجبره على تغيير قناعاته.

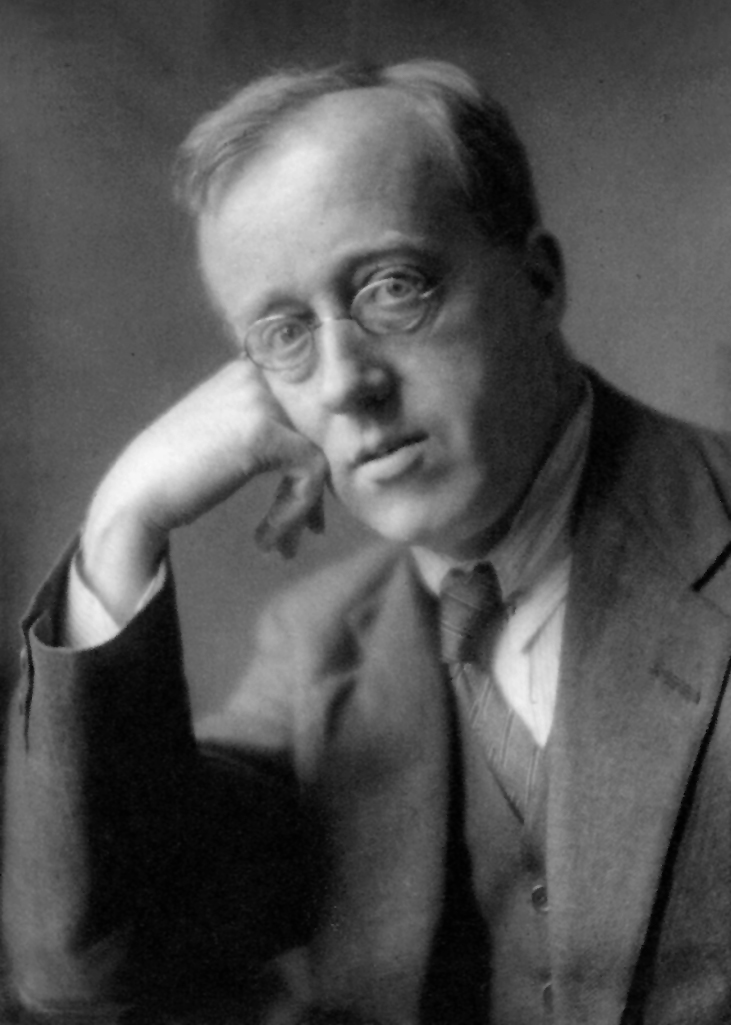
غوستاف هولست

وأصيب كارل أورف المؤلف الموسيقي بالإحباط الشديد عندما علم بالخبر وهو في مطار روما، فكارل كان قد ألف مقطوعة موسيقية سماها «بلوتو»عام 2000، وأضافها إلى مجموعة من سبع مقطوعات موسيقية تمثل الكواكب السبع الأخرى غير الأرض آنذاك وألفها غوستاف هولست عام 1917 بعنوان «الكواكب»، وقال كارل ماثيوز "كنت أعلم أن ذلك قد يحدث. إذ كان هناك جدل كبير بشأن حجم بلوتو. ولكن على الأقل كان كوكبا حينما كتبت المقطوعة"، ويبدو أن المقطوعة الموسيقية (بلوتو) كتب لها البقاء على الأقل للتاريخ بعد أن قررت أحد الشركات تسجيلها وستعزفها أوركسترا برلين الفيلهارمونية أو «الفيلهارمونية» بقيادة «سيمون راتال».
وظهرت آثار هذا الجدل في أوضح صورهِ في عالم المدونات الإلكترونية، فمثلا كتبت دولمان في مدونة هيا نتحدث عن تحت عنوان «لا تشعروا بالحزن لأجل بلوتو» أنه قد أدى دوره وترك بصمة واضحة في تاريخ مجرتنا في زمن تتغير فيه الظروف والمعطيات بـ«سرعة الضوء»، وعلى غرار «التحية النازية» أطلق أحد المدونين الفلبينيين تحية «هاي بلوتو.. ملك الكواكب القزمة وحزام كويبر والمذنبات» مقتنعا ومرحبا بالتصنيف الفلكي الجديد.
ويبدو أن محبي بلوتو قد يفرحون قريبا مرة أخرى، فقد وصلت الأزمة قمتها عندما بدأت مجموعة أخرى من العلماء حملة مضادة عنيفة على هذا القرار، فهم يرون أن هنالك تلاعبا قد حصل في عملية التصويت وقالوا في بيان حملتهم لجمع توقيعات علماء الفلك المعارضين أن 428 عالما فقط هم من صوتوا من أصل 10،000 أعضاء تقريبا باتحاد الفلكيين الدوليين وهو ما يفتح الباب للتساؤل عن «الفساد العلمي».
وفي أقل من خمسة أيام، وصل عدد الموقعين على عريضة الاحتجاج هذه 300 عالم من بينهم أشخاص قاموا بدراسة كل كوكب وكويكب في مجموعتنا الشمسية بالإضافة إلى جرمات حزام كويبر، وبعضهم شارك في حملات استكشاف مجموعتنا الشمسية التي استعملت الروبوت، وبوصولهم إلى هذا العدد أغلق المنظمون العريضة معتبرين أنها أدت دورها وأوضحت رسالتهم جيدا للاتحاد، إلا أنهم ظلوا متمسكين بموقفهم الذي ينص على:
"We, as planetary scientists and astronomers, do not agree with the IAU's definition of a planet, nor will we use it. A better definition is needed"
«نحن كعلماء فلك وكواكب لا نوافق على التعريف الجديد الذي أقره اتحاد الفلكيين الدوليين ولن نستخدمه، ونصر على ضرورة وجود تعريف جديد»
وقد حذف بلوتو من تصنيف كواكب مجموعتنا الشمسية بسبب صغر حجمه وذلك في يوم 24 أغسطس 2006. ويبلغ حجم بلوتو أقل من خمس حجم الأرض.
| سيريس  | حزام الكويكبات | 2.77  | 4.60   | 17.882 | 10.59 | 0.080 | 0.33  |
| بلوتو  | حزام كايبر     | 39.48 | 248.09 | 4.666  | 17.14 | 0.249 | 0.077 |
| هاوميا | حزام كايبر     | 43.34 | 285.4  | 4.484  | 28.19 | 0.189 | ?     |
| ميكميك | حزام كايبر     | 45.79 | 309.9  | 4.419  | 28.96 | 0.159 | ?     |
| إريس   | القرص المبعثر  | 67.67 | 557    | 3.436  | 44.19 | 0.442 | 0.10  |

| الأنساق الفيزيائية للكواكب القزمة | الأنساق الفيزيائية للكواكب القزمة | الأنساق الفيزيائية للكواكب القزمة | الأنساق الفيزيائية للكواكب القزمة | الأنساق الفيزيائية للكواكب القزمة | الأنساق الفيزيائية للكواكب القزمة | الأنساق الفيزيائية للكواكب القزمة | الأنساق الفيزيائية للكواكب القزمة | الأنساق الفيزيائية للكواكب القزمة | الأنساق الفيزيائية للكواكب القزمة | الأنساق الفيزيائية للكواكب القزمة | الأنساق الفيزيائية للكواكب القزمة | الأنساق الفيزيائية للكواكب القزمة | الأنساق الفيزيائية للكواكب القزمة |
| الاسم                             | القطر الاستوائي النسبي[E]         | القطر الاستوائي (كم)              | الكتلة النسبية[E]                 | الكتلة (×1021 كغم)                | الكثافة (×103غ/م³)                | جاذبية السطح (m/s2)               | الإفلات سرعة (كم/ث)               | الميل المحوري                     | مدة الدوران حول المحور (الأيام)   | الأقمار                           | الحرارة (ك)                       | الغلاف الجوي                      |                                   |
| --------------------------------- | --------------------------------- | --------------------------------- | --------------------------------- | --------------------------------- | --------------------------------- | --------------------------------- | --------------------------------- | --------------------------------- | --------------------------------- | --------------------------------- | --------------------------------- | --------------------------------- | --------------------------------- |
| سيريس                             | 0.074                             | 974.6±3.2                         | 0.0002                            | 0.95                              | 2.08                              | 0.27                              | 0.51                              | ~3°                               | 0.38                              | 0                                 | 167                               | بدون                              |                                   |
| بلوتو                             | 0.19                              | 2306±30                           | 0.0021                            | 13.05                             | 2.0                               | 0.58                              | 1.2                               | 119.59°                           | -6.39                             | 5                                 | 44                                | انتقالي                           |                                   |
| هاوميا                            | 0.09                              | 1150+250 −100                     | 0.0008                            | 4.2 ± 0.1                         | 2.6–3.3                           | ~0.44                             | ~0.84                             |                                   |                                   | 2                                 | 32 ± 3                            | ?                                 |                                   |
| ميكميك                            | 0.12                              | 1500+400 −200                     | 0.0008                            | ~4?                               | ~2?                               | ~0.5                              | ~0.8                              |                                   |                                   | 0                                 | ~30                               | انتقالي                           |                                   |
| إريس                              | 0.19                              | 2400±100                          | 0.0025                            | 16.7                              | 2.3                               | ~0.8                              | 1.3                               |                                   | ~0.3                              | 1                                 | 42                                | انتقالي                           |                                   |
| E مقاس إلى نسبة الأرض.            |                                   |                                   |                                   |                                   |                                   |                                   |                                   |                                   |                                   |                                   |                                   |                                   |                                   |

## اتفاقية طرد بلوتو

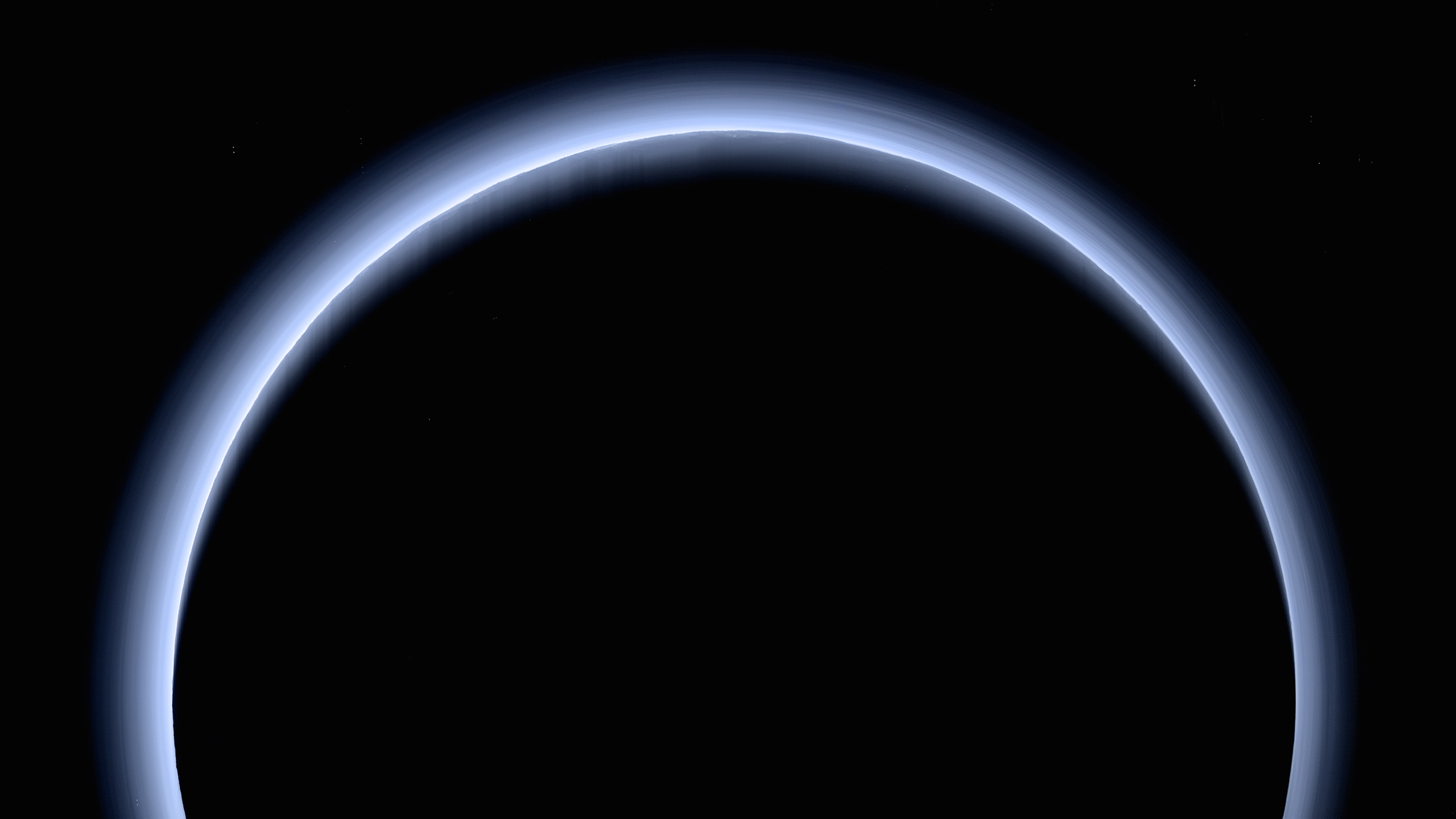
الضباب الأزرق في الغلاف الجوي لكوكب بلوتو

بعد أن وافق علماء الفلك بالإجماع على تعديل اقترحته الهيئة التنفيذية للاتحاد الدولي للعلوم الفلكية يقضي بتصنيف الكواكب نوعين «كواكب كلاسيكية وكواكب قزمة».
وبعد هذا التعديل فإن كوكب بلوتو المصنف بين أقزام الكواكب لم يعد كوكبا كامل الصفة، ومن ثم صارت المجموعة الشمسية مكونة من ثمانية كواكب وليس تسعة وهي: عطارد والزهرة والأرض والمريخ والمشتري وزحل وأورانوس ونبتون.
وقد احتجوا باستبعاد بلوتو هو أنه إن كان من الكواكب السيارة فينبغي أن يكون أكبرها حجماً أو قريب من حجم نبتون وأورانوس لأنه أبعدها عن الشمس، كما ينبغي أن يدور حول الشمس من اليمين إلى اليسار كحال بقية الكواكب، فسبب دوران الكواكب حول الشمس ناتج عن دوران الشمس حول نفسها وبالتالي تسحب معها بقية الكواكب في نفس اتجاه دورانها بواسطة الجاذبية التي فيها، فكيف صار بلوتو شاذاً عن باقي الكواكب السيارة؟ وإذا حاولنا تعليل دورته فيعتقد أنه يدور حول نبتون كما يدور القمر حول الأرض أو أنه كان تابعاً لنبتون ثم انفصل عنه، ويختلف كثيراً عن الأجسام الأخرى التابعة للنظام الشمسي الصخرية «عطارد، الزهرة، المريخ» أو الغازية «المشتري، زحل، اورانوس، نبتون» والتي تتبع مداراً دائريا حول الشمس، غير أن بلوتو مكون من الجليد ولو كان كوكبا لكان غازي ومداره غير دائري تماماً، وطويل جداً حيث تستغرق دورته حول الشمس 247 عاما.
فمصطلح كوكب أصبح يطلق على كل جرم سماوي لهُ شكل مكور بسبب الجاذبية الخاصة بهِ وله مدارا حول الشمس لا يتقاطع مع مدار كوكب آخر، وبلوتو يخالف هذه القاعدة إذ يتقاطع مع مدار نبتون.

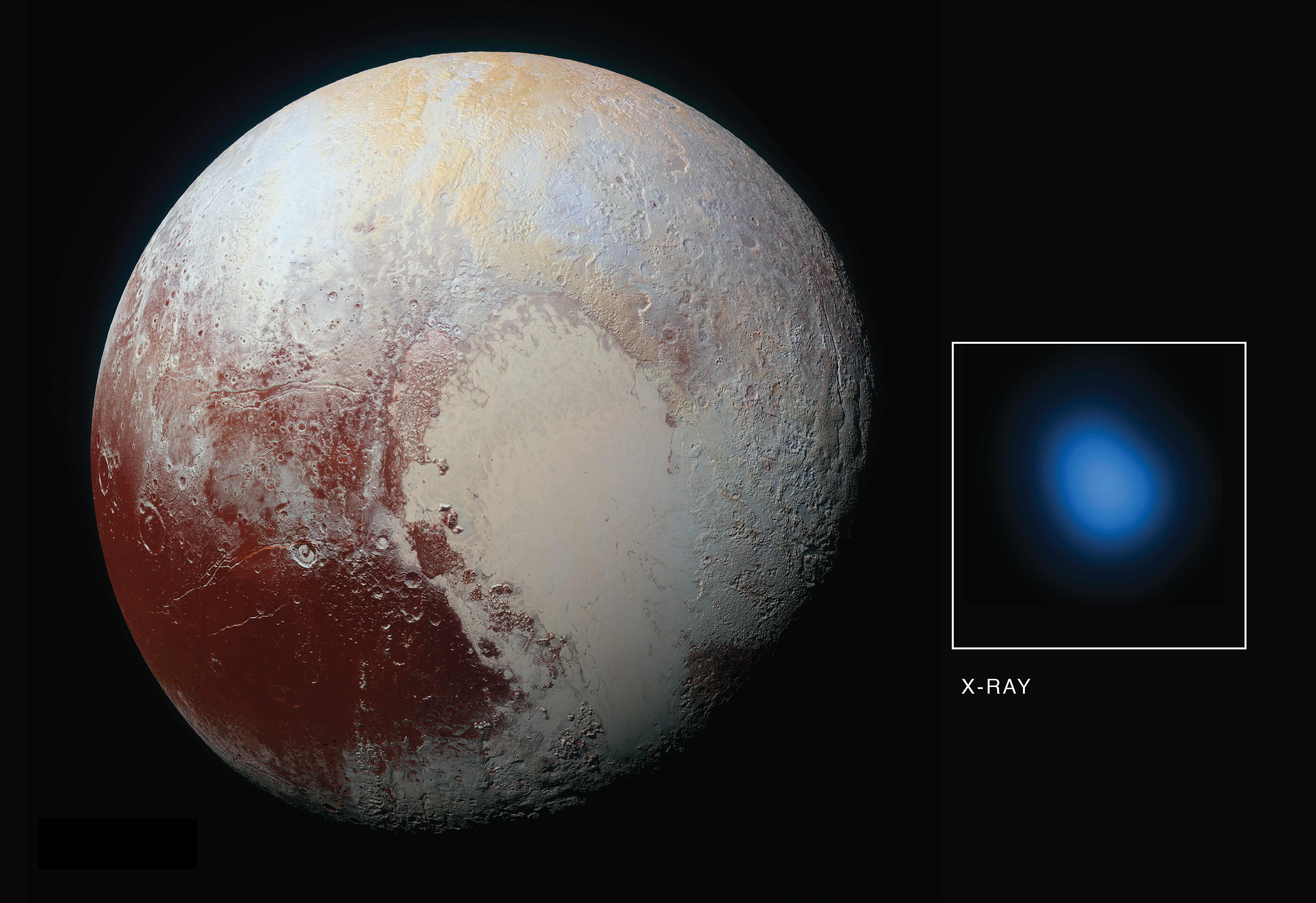
صورة بلوتو بالأشعة السينية بواسطة مرصد تشاندرا للأشعة السينية (بقعة زرقاء).

هناك حجة أخرى لطرد بلوتو من كواكب المجموعة الشمسية وهي قانون بود في حساب البعد بين الكواكب، نستطيع بواسطته أن نحدد بعد كل كوكب عن الشمس، وقد جاء القانون كما يلي:
بأن نوزع الأرقام التالية : 0 – 3 – 6 - 12 – 24 – 48 – 96 – 192
وهي كما ترون متتالية هندسية، على عدد الكواكب بحسب ترتيبها:
بحيث يأخذ عطارد الرقم 0، ويأخذ الزهرة الرقم 3، وتأخذ الأرض رقم 6، ويأخذ المريخ رقم 12، ويأخذ المشتري رقم 48، ويأخذ زحل رقم 96.
فعندما نضيف رقم 4 إلى كل هذه الأرقام، ومن ثم نقسمها على 10 فإن الناتج سيكون بعد الكوكب عن الشمس مقدراً بالوحدة الفلكية التي تساوي بعد الأرض عن الشمس وقدرها بـ 149.6 مليون كيلومتر.
لقد ظهر هذا القانون في القرن التاسع عشر، ونشأ جدل كبير على صحتهِ وذلك لأن الرقم 24 والرقم 192 غير موجودين لعدم وجود كوكب يقابلهما، لذلك حكموا بأن قانون بود غير صحيح.
لكن لاحقاً ثبتت صحته بعد أن تم اكتشاف حزام الكويكبات الموجود بين المريخ والمشتري والذي أخذ الرقم 24، واكتشاف كوكب أورانوس الذي أخذ الرقم 192.
وفيما يلي مقارنة ما بين نتائج بود والنتائج الحقيقية حسب القياسات الفلكية مقدرة بالوحدة الفلكية:
| الكوكب                 | نتائج بود | النتائج الحقيقية |
| ---------------------- | --------- | ---------------- |
| عطارد                  | 0.4       | 0.39             |
| الزهرة                 | 0.7       | 0.72             |
| الأرض                  | 1         | 1                |
| المريخ                 | 1.6       | 1.52             |
| المشتري                | 5.2       | 5.2              |
| زحل                    | 10        | 9.54             |
| أورانوس                | 19.6      | 19.19            |
| نبتون                  | 38.8      | 30.07            |
| بلوتو (كوكب قزم حالياً) | 77.2      | 39.5             |

وبذلك نجد بأن بود قد اقترب اقتراباً كبيراً من النتائج التي جاءت بها القياسات الفلكية.
لكن لو طبقنا قانون بود على كوكبي نبتون وبلوتو لوجدنا أن هناك فارق بين النتائج :
نبتون 38.8 بينما النتيجة الحقيقية هي 30.07، وبلوتو(كوكب قزم حالياً) 77.2 بينما النتيجة الحقيقية هي 39.5، ومع ذلك فقد أقر العلماء على صحة قانون بود، وقد برروا عدم انطباق القانون على كوكبي نبتون وبلوتو إلى شذوذ في دوران بلوتو حول الشمس، وهذا الشذوذ أثر أيضاً في دوران نبتون حول الشمس.
أيضا عند الحديث عن ميل الكواكب على دائرة البروج نجد أن جميع الكواكب تسبح في نفس المستوى تقريباً فجميعها تسير بقرب خط البروج وهي منطقة نطاق البروج وهي منطقة في السماء تبعد عن خط البروج 9 درجات في كلا الاتجاهين وينحصر في هذه المنطقة سير الكواكب والقمر سيما بلوتو الذي يبتعد حتى 18 عن خط البروج كحال بقية الكويكبات، ولو نظرنا إلى مدة مكوثه في البروج لوجدناه غير ثابت فكل كوكب له مدة مكوث معينة، فمدة مكوث عطارد تقدر بـ 17 يوم والزهرة 24 والمريخ 42 والشمس 30 والمشتري 394 وزحل سنتان ونصف وأورانوس 6 سنين ونبتون 14 سنة، باستثناء بلوتو الذي تتراوح فترته بين 11 سنة و32 سنة وهذا يجعل منه يخالف قوانين الهندسة الفلكية الفيزيائية التي تتطلب الدقة والثبات.

## المدار

المنظر الجانبي لمدار بلوتو (باللون الأحمر) وميله الكبير إلى مسار الشمس

تبلغ فترة بلوتو المدارية حوالي 248 عام. وتختلف خصائصه المدارية اختلافًا كبيرًا عن خصائص الكواكب التي تتبع مدارات شبه دائرية حول الشمس. في المقابل يميل مدار بلوتو بشكل معتدل بالنسبة إلى الكسوف (أكثر من 17 درجة) ويكون غريب الأطوار إلى حد ما (بيضاوي الشكل).
هذه الغرابة تعني أن منطقة صغيرة من مدار بلوتو تقع أقرب إلى الشمس من كوكب نبتون. وصل مركز بلوتو-شارون إلى الحضيض في 5 سبتمبر 1989، وكان أقرب إلى الشمس من نبتون بين 7 فبراير 1979 و11 فبراير 1999.
على المدى الطويل يدور بلوتو في فوضى. يمكن استخدام المحاكاة الحاسوبية للتنبؤ بمكانهِ لعدة ملايين من السنين، ولكن بعد فواصل زمنية أطول من فترة ليابونوف التي تتراوح من 10 إلى 20 مليون سنة، تصبح الحسابات متضاربة: بحيث لا يمكن قياس نظامه الشمسي، هنالك عوامل يصعب التنبؤ بها ستغير تدريجياً موقف بلوتو مع مداره.
يتراوح المحور شبه الرئيسي لمدار بلوتو بين حوالي 39.3 و39.6 وحدة فلكية مع فترة 19951 سنة تقابل فترة مدارية تتراوح بين 246 و249 سنة. المحور شبه الرئيسي والفترة بإزدياد في الوقت الحالي.

### العلاقة مع نبتون

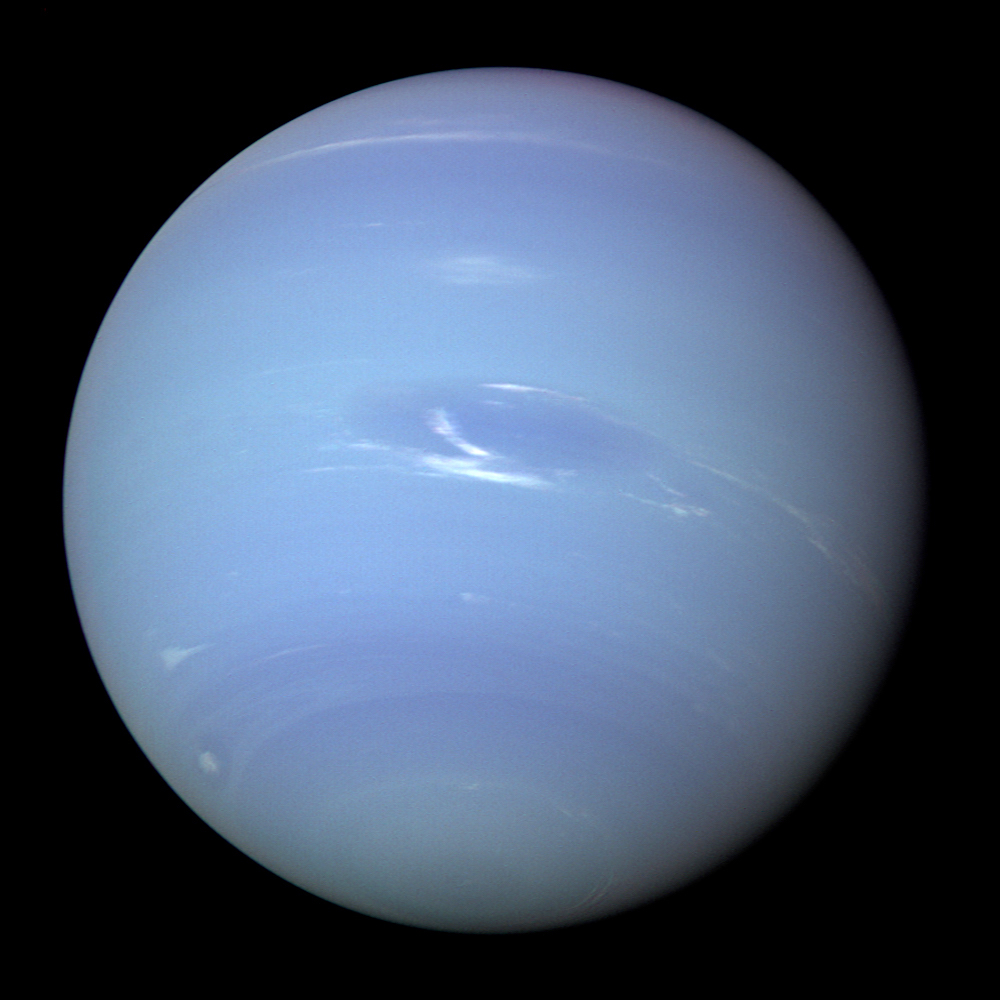
صورة لنبتون التقطها المسبار الفضائي فوياجر 2 في أغسطس 1989 من مسافة 4.4 مليون ميل بعيدًا عن الكوكب. تظهر البقعة المظلمة العظيمة في منتصف الصورة وبجوارها بقعة بيضاء.

على الرغم من أن مدار بلوتو يبدو كأنه يعبر نبتون عند مشاهدتهِ من الأعلى مباشرة، فإن مدار الكوكبين محاذٍ لبعضهما بحيث لا يمكن أن تصطدم أو حتى تقترب من بعض.
لا يتقاطع المداران عندما يكون بلوتو الأقرب إلى الشمس، وبالتالي هو الأقرب إلى مدار نبتون كما نراها من الأعلى. فيمر مدار بلوتو حوالي 8 وحدة فلكية فوق سطح كوكب نبتون مما يمنع الاصطدام.
إن هذا وحده لا يكفي لحماية بلوتو. فيمكن أن تؤدي الاضطرابات الناتجة عن الكواكب (خاصة نبتون) إلى تغيير مدار بلوتو (مثل الميل المداري) على مدى ملايين السنين حتى يمكن حدوث تصادم. ومع ذلك فإن بلوتو محمي أيضًا برنينه المداري 2: 3 مع نبتون بالنسبة لكل مدارين يصنعهما بلوتو حول الشمس يصنع نبتون ثلاثة وتستمر كل دورة حوالي 495 سنة. هذا النمط مدته 495 عام عندما يكون بلوتو أول مرة بالقرب من الحضيض، يكون نبتون أكثر من 50 درجة خلف بلوتو. من خلال الحضيض الثاني لبلوتو، سيكون نبتون قد أكمل واحد ونصف من مداره، وسيكون ذلك متقدمًا بنحو 130 درجة على بلوتو.
الحد الأدنى لفصل بلوتو ونبتون هو أكثر من 17 وحدة فلكية، وهو أكبر من الحد الأدنى لفصل بلوتو عن أورانوس، 11 وحدة فلكية الحد الأدنى للفصل بين بلوتو ونبتون يحدث في الواقع بالقرب من زمن بلوتو.
الرنين 2: 3 بين الكوكبين مستقر للغاية واحتفظ بهِ على مدى ملايين السنين. هذا يمنع مدارهما من التغير بالنسبة لبعضهم البعض وبالتالي لا يمكن أبدا أن يمران بالقرب من بعضهما البعض. حتى لو لم يكن مدار بلوتو يميل، فلا يمكن أن يصطدما أبدًا. الاستقرار على المدى الطويل من رنين الحركة المتوسطة يرجع إلى حماية المرحلة. إذا كانت فترة بلوتو أقصر قليلاً من 3/2 من نبتون، فإن مداره بالنسبة إلى نبتون سوف ينجرف، مما يجعله يقترب أكثر من مدار نبتون. تؤدي الجاذبية القوية بين الاثنين إلى نقل الزخم الزاوي إلى بلوتو، على حساب نبتون. هذا ينقل بلوتو إلى مدار أكبر قليلاً بحيث يسير ببطئ أكبر وفقًا لقوانين كيبلر للحركة الكوكبية. بعد العديد من هذه التكرارات يتباطأ بلوتو بشكل كافٍ وسرعان ما يسرع كوكب نبتون بما فيه الكفاية، أن مدار بلوتو بالنسبة إلى نبتون ينجرف في الاتجاه المعاكس حتى تعكس العملية. العملية كلها تستغرق حوالي 20،000 سنة لأكتمالها.

#### عوامل أخرى

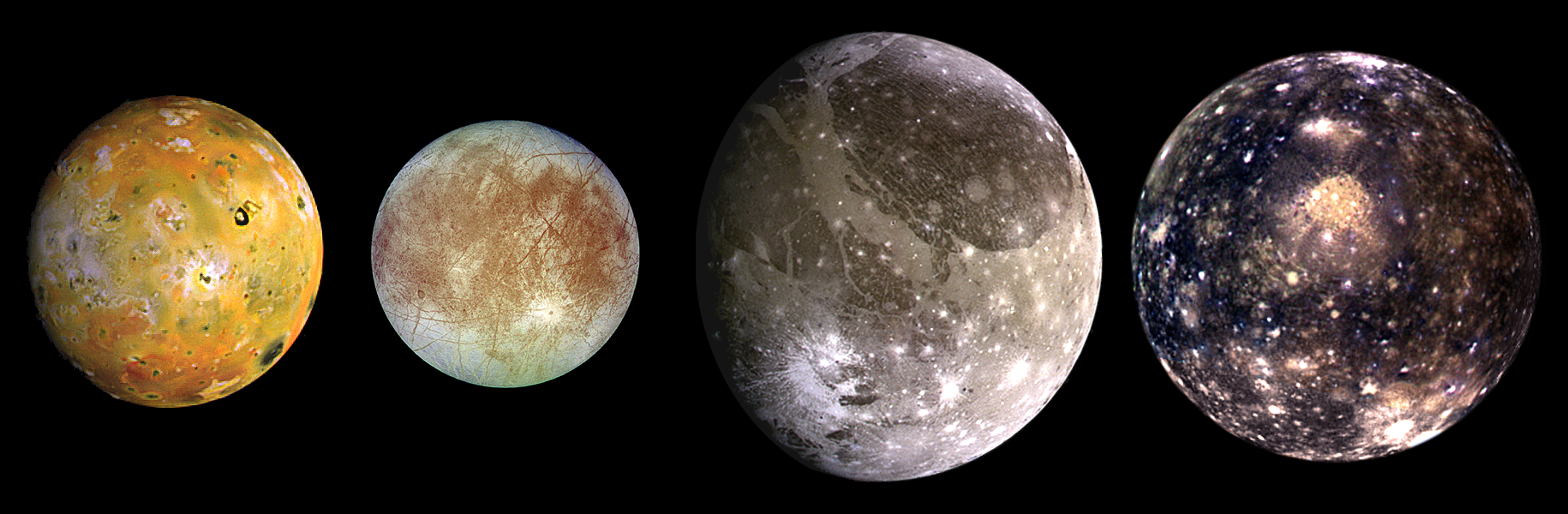
الأقمار الغالولية من اليسار إلى اليمين مع اعتبار المسافة أيو وأوروبا وغانيميد وكاستيلو.

أظهرت الدراسات العددية أنه على مدى ملايين السنين، لا تتغير الطبيعة العامة للمحاذاة بين مدارات بلوتو ونبتون. فهناك العديد من الرنين والتفاعلات الأخرى التي تعزز استقرار بلوتو. تنشأ هذه بشكل أساسي من آليتين إضافيتين (إلى جانب رنين متوسط الحركة 2: 3).
أولاً: حجة بلوتو حول الحضيض والزاوية بين النقطة التي يعبر فيها المسار الشمسي والنقطة التي يكون فيها الأقرب إلى الشمس، تحترق عند حوالي 90 درجة. هذا يعني أنه عندما يكون بلوتو الأقرب إلى الشمس، يكون في أقصى مسافة أعلى مستوى المجموعة الشمسية ويمنع مواجهات نبتون. هذا هو نتيجة لآلية كوزاي، التي تربط غرابة المدار بميله إلى جسم أكبر مضطرب في حالة نبتون. بالنسبة إلى نبتون، تبلغ سعة الإزاحة 38 درجة، وبالتالي يكون الفصل الزاوي حول محيط بلوتو إلى مدار نبتون دائمًا أكبر من 52 درجة (90 درجة - 38 درجة). يحدث أقرب فصل زاوي كل 10،000 عام.
ثانياً: إن خطوط الطول للكوكبين والمقصود النقاط التي يعبران فيها الكسوف الشمسي هي في صدى شبه قريب من الاهتزاز أعلاه. عندما يكون خطي الطول متماثلين يقع محيط بلوتو عند 90 درجة تمامًا، ومن ثم يصبح أقرب إلى الشمس عندما يكون أعلى من مدار نبتون. هذا هو المعروف باسم 1: 1 صدى عظمى. تلعب جميع الكواكب العملاقة ولا سيما كوكب المشتري دورًا في ابتكار الرحلة.

### شبيه القمر

أبريل 2016 ملاحظات (أوران 15810)

في عام 2012 افترض أن (أوران 15810) يمكن أن يكون شبه قمر من بلوتو وهو نوع معين من التكوين المداري المشترك. ووفقًا للفرضية سيكون الجسم عبارة عن شبه قمر لبلوتو لحوالي 350،000 عام من كل فترة مليوني عام. أتاحت القياسات التي أجرتها المركبة الفضائية نيوهورايزنز في عام 2015 حساب مدار أوران 15810 بدقة أكبر.
تؤكد هذه الحسابات الديناميتية الكلية الموصوفة في الفرضية. ومع ذلك لم يتفق علماء الفلك حول ما إذا كان ينبغي تصنيف أوران 15810 على أنه قمر من بلوتو بناءً على هذه الحركة لأن مداره يتحكم بهِ كوكب نبتون بشكل أساسي مع اضطرابات أصغر بسبب بلوتو.

## الدوران

مسار الشمس ضمن النجوم التي تقابل مدار الارض

يدور بلوتو حول الشمس مدار بيضاوي شاذ غير ثابت ويبتعد كثيراً عن دائرة مسير الشمس، فسبب دوران الكواكب حول الشمس عكس عقارب الساعة ناتج عن دوران الشمس حول نفسها، وبالتالي تجذب معها بقية الكواكب في نفس اتجاه دورانها بواسطة الجاذبية التي فيها.
فترة دوران بلوتو حول نفسهِ ليكون يومه يساوي 6.39 من يوم الأرض. مثل أورانوس، يدور بلوتو على «جانبه» في مرحلته المدارية، بميل محوري يبلغ 120 درجة، وبالتالي يكون التغير الموسمي شديدًا عند التغييرات، يكون ربع سطحه في وضح النهار، في حين أن الربع الآخر في ظلام مستمر. وقد نوقش سبب هذا التوجه غير العادي.
أشارت الأبحاث التي أجرتها جامعة أريزونا إلى أن ذلك ربما يرجع إلى الطريقة التي يتم بها ضبط دوران الجسم دائمًا لتقليل الطاقة. قد يعني هذا إعادة توجيه الجسم لوضع كتلة دخيلة بالقرب من خط الاستواء وتميل المناطق التي تفتقر إلى الكتلة نحو القطبين. وهذا ما يسمى التجول القطبي.
وفقا لبحث نشرته جامعة أريزونا فقد يكون السبب في ذلك كتلة من النيتروجين المتجمد في مناطق مظللة من الكوكب القزم. من شأن هذه الكتل أن تتسبب في إعادة توجيه الجسم، مما يؤدي إلى إمالة محورية غير عادية تبلغ 120 درجة. ويرجع تراكم النيتروجين إلى مسافة بلوتو الواسعة من الشمس. عند خط الاستواء يمكن أن تنخفض درجات الحرارة إلى 240 درجة مئوية (400 درجة فهرنهايت، 33.1 كلفن)، مما يتسبب في تجميد النيتروجين حيث يتجمد الماء على الأرض. يمكن ملاحظة التأثير نفسه الذي شوهد على بلوتو لو فرضناه على الأرض إذا كانت الطبقة الجليدية في أنتاركتيكا أكبر بعدة مرات.

## جيولوجية بلوتو

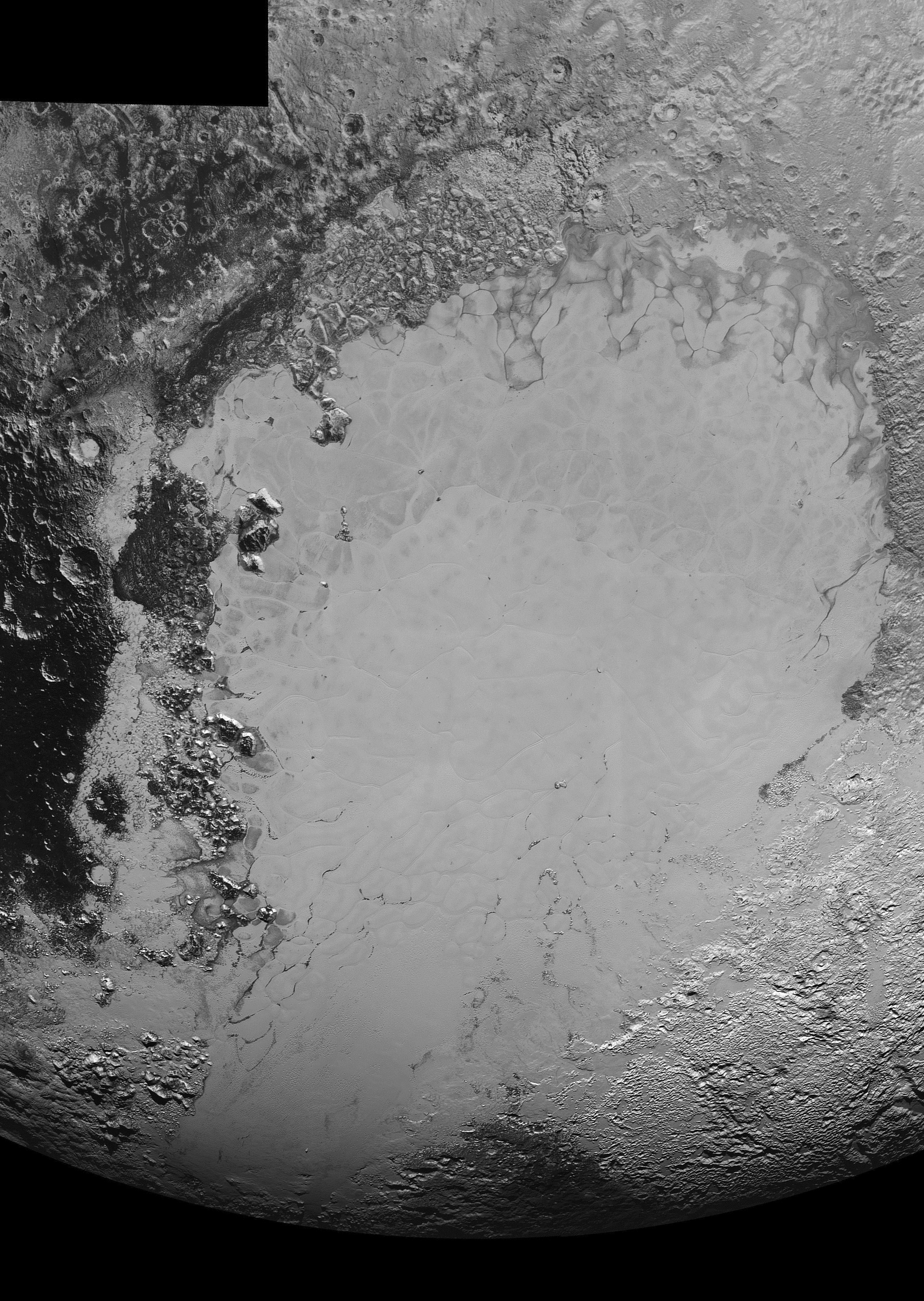
حوض سبوتنك كما صوره مسبار نيو هورايزونز

### المظهر الخارجي
تتكون السهول على سطح بلوتو من جليد النيتروجين بنسبة تزيد عن 98%، مع آثار الميثان وأول أكسيد الكربون. بينما يوجد النيتروجين وأول أكسيد الكربون أكثر وفرة على الوجه المضاد لشارون من بلوتو (حوالي 180 درجة خط الطول، حيث يقع الفص الغربي من تومبو ريغيو وحوض سبوتنك)، في حين أن الميثان يكون أكثر وفرة بالقرب من 300 درجة شرقًا.
الجبال في بلوتو مكونة من جليد الماء، وسطح بلوتو متنوع للغاية مع وجود اختلافات كبيرة في كل من السطوع واللون. إن بلوتو هو واحد من أكثر الأجسام تباينًا في النظام الشمسي مع تباين كبير مثل قمر زحل إيابيتوس. يختلف لونه من لون الفحم الأسود إلى اللون البرتقالي الداكن والأبيض. ويشبه لون بلوتو لون إيابيتوس مع لون برتقالي أكثر قليلاً ولون أحمر أقل بكثير من المريخ. تشمل المعالم الجغرافية البارزة تومبو ريغيو (منطقة مشرقة كبيرة على الجانب المقابل لشارون)، منطقة "الحوت" (منطقة مظلمة كبيرة في نصف الكرة الخلفي)، والمفاصل «النحاس» (سلسلة من المناطق المظلمة الاستوائية في نصف الكرة الرئيسي).
حوض سبوتنك يمثل الجزء الغربي الذي هو عبارة عن حوض بعرض 1000 كم من جليد النيتروجين وأول أكسيد الكربون، وينقسم إلى خلايا متعددة الأضلاع، تفسر على أنها خلايا حرارية تحمل كتل عائمة من قشرة جليد الماء. وهناك علامات واضحة على التدفقات الجليدية داخل وخارج الحوض. لا يوجد بهِ حفر مرئية لآفاق جديدة، مما يشير إلى أن سطحه أقل من 10 مليون سنة. أظهرت أحدث الدراسات أن السطح يبلغ من العمر 180000+90000
−40000 سنة. ولخص فريق العلوم في مركبة نيو هورايزونز النتائج الأولية على أنها "تعرض بلوتو لمجموعة واسعة بشكل مدهش من الأشكال الجيولوجية، بما في ذلك تلك الناتجة عن التفاعلات الجليدية والتفاعلية بين الغلاف الجوي والسطحي وكذلك التأثيرات التكتونية والعمليات البكتيرية الجليدية.
في الأجزاء الغربية من حوض سبوتنك توجد حقول كثبان عرضية تتشكل من رياح تهب من مركز حوض سبوتنك في اتجاه الجبال المحيطة. يتراوح طول موجات الكثبان الرملية بين 0.4 و1 كم، ومن المحتمل أن تتكون من جزيئات الميثان من 200 إلى 300 ميكرومتر.

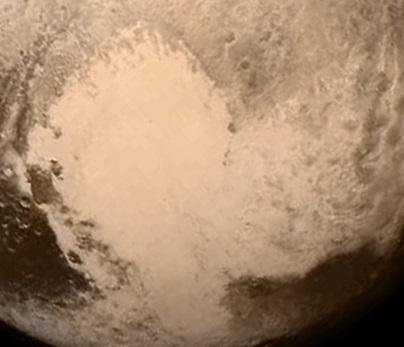
صورة القلب (تومبو ريغو)، المنطقة المظلمة لليسار هي كثولو ولليمين كران

### الهيكل الداخلي
كثافة بلوتو هي 1.860±0.013 سـم3/غ. نظرًا لأن تسوس العناصر المشعة سيؤدي في النهاية إلى تسخين الجسيمات بما يكفي للانفصال عن الصخور، ويتوقع العلماء أن يكون هيكل بلوتو الداخلي متباينًا، حيث استقرت المواد الصخرية في لب كثيف محاط بغطاء من جليد الماء. ويُفترض أن قطر النواة يبلغ حوالي 1700 كم، 70٪ من قطر بلوتو. ومن المحتمل أن يستمر هذا التسخين حتى اليوم مما يخلق محيطًا سميكًا من المياه السائلة يتراوح سمكها بين 100 و180 كم عند الحدود المركزية.
في شهر سبتمبر 2016 حاكى العلماء في جامعة براون التأثير الذي يعتقد أنه شكل حوض سبوتنك، وأظهروا أنه ربما كان نتيجة لارتفاع منسوب المياه السائلة من الأسفل بعد الاصطدام، مما يعني وجود محيط تحت سطح أرضهِ على عمق 100 كيلومتر على الأقل. وبلوتو لا يوجد لديه مجال مغناطيسي.

## الكتلة والحجم

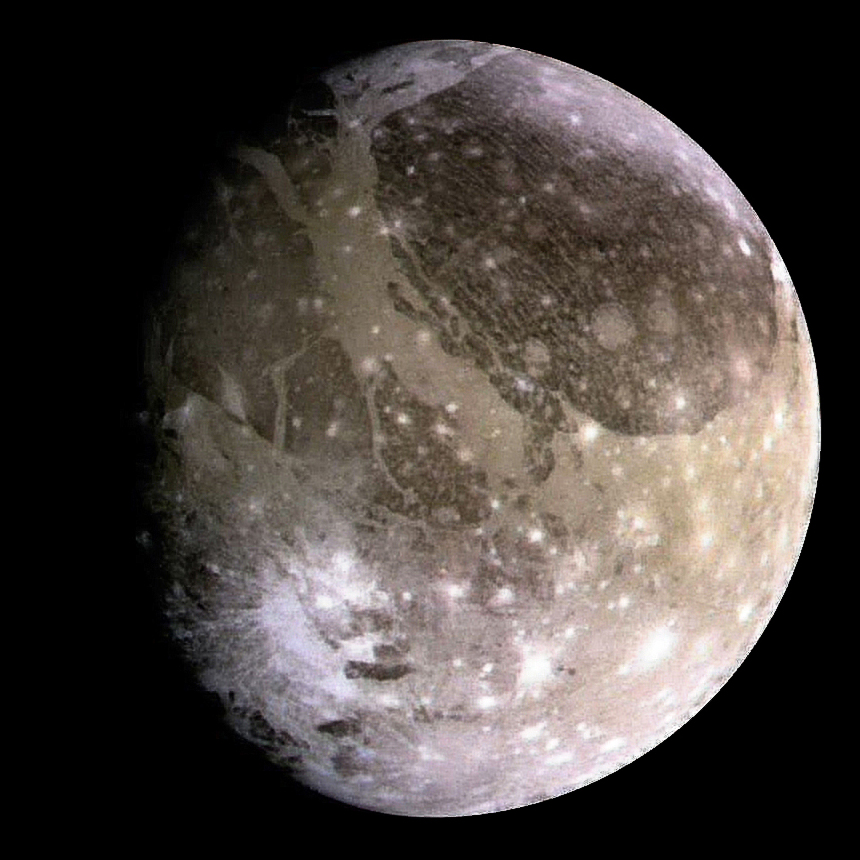
صورة للقمر جانيميد

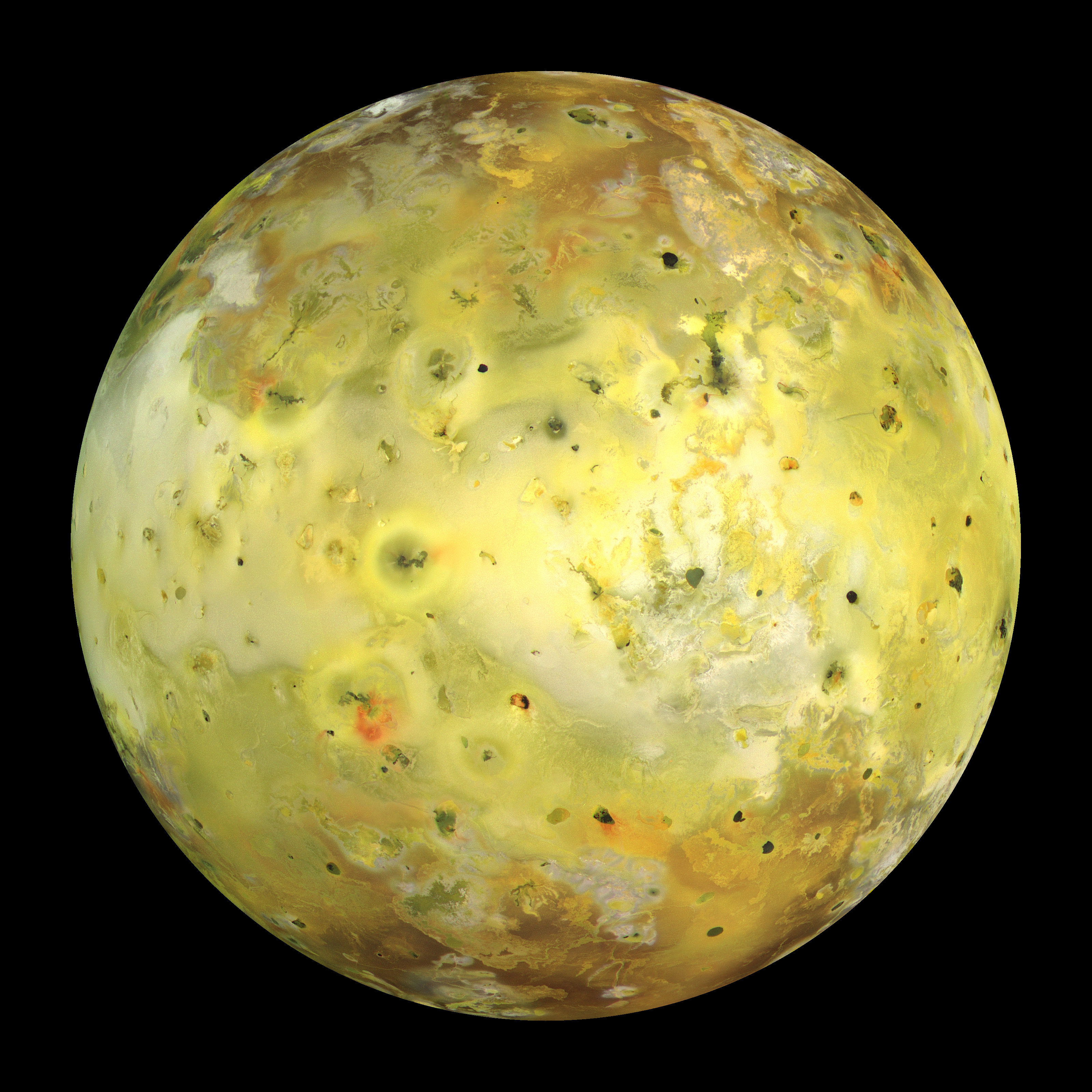
القمر آيو

يبلغ قطر بلوتو 2376.6 ± 3.2 كم وكتلته (1.303±0.003)×1022 كجم، 17.7 ٪ من القمر (0.22 ٪ من كوكب الأرض). وتبلغ مساحة السطح 1.779×107 كـم2، أو ما يقرب من نفس مساحة روسيا. الجاذبية السطحية لها هي 0.063 جم (مقارنة بـ 1 جم للأرض).
أتاح اكتشاف قمر بلوتو (شارون) في عام 1978 تحديد كتلة نظام بلوتو شارون من خلال تطبيق صياغة قوانين كبلر وسمحت ملاحظات بلوتو الغامضة مع شارون للعلماء بتحديد قطر بلوتو بشكل أكثر دقة، في حين أن اختراع البصريات التكيفية سمح لهم بتحديد شكله بدقة أكبر.
مع أقل من 0.2 كتلة قمرية، بلوتو أقل كتلة من الكواكب الأرضية، وأقل كتلة من سبعة أقمار: 
- جانيميد
- تيتان
- كاليستو
- آيو
- يوروبا
- تريتون
- شارون

حيث أن الكتلة أقل بكثير مما كان يعتقد قبل اكتشاف شارون.
بلوتو هو أكثر من ضعف القطر وعشرة أضعاف كتلة الكوكب القزم سيريس وأكبر جرم في حزام الكويكبات، وهو أقل كتلة من الكوكب القزم إيريس، وهو جرم اكتشف في عام 2005، على الرغم من أن قطر بلوتو يبلغ قطره الأكبر 2376.6 كم مقارنة مع قطر إريس التقريبي 2326 كم.
كان تحديد حجم بلوتو معقدًا بسبب غلافه الجوي، وضباب الهيدروكربون. في 13 يوليو 2015، حددت صور من (نيو هورايزونز)، إلى جانب بيانات من أدوات أخرى، قطر بلوتو إلى 2370 كم (1470 ميل)، والذي صحح لاحقًا بأن يكون 2،372 كم (1،474 ميل) في 24 يوليو، وفيما بعد إلى 2374 ± 8 كم. باستخدام بيانات التشويش اللاسلكي المستقاة من تجربة نيو هورايزونز لراديو العلوم، عثر على القطر 2376.6 ± 3.2 كم.
| السنة | نصف القطر | ملاحظات            |
| ----- | --------- | ------------------ |
| 1993  | 1195 كم   | قياس الملليمتر.    |
| 1993  | 1180 كم   | قياس الملليمتر.    |
| 1994  | 1164 كم   | يونغ               |
| 2006  | 1153 كم   | بوي.               |
| 2007  | 1161 كم   | يونغ               |
| 2011  | 1180 كم   | زال أوتشا.         |
| 2014  | 1184 كم   | لولوش.             |
| 2015  | 1187 كم   | قياس نيو هورايزونز |
| 2017  | 1188.3 كم | قياس نيو هورايزونز |

## الغلاف الجوي

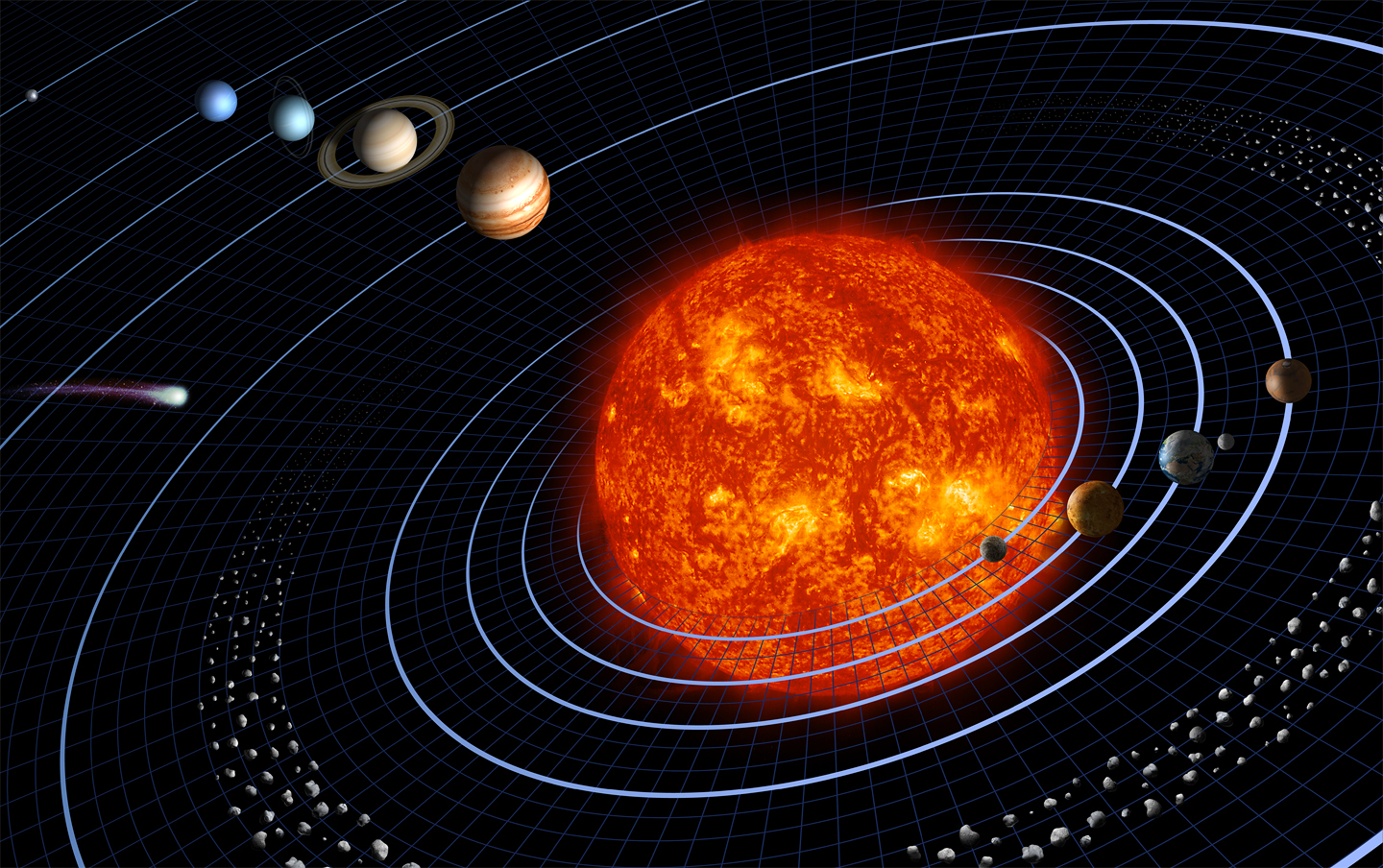
المكونات الرئيسية للنظام الشمسي.

يتمتع بلوتو بغلاف جوي ضعيف يتكون من غازات النيتروجين، والميثان، وأول أكسيد الكربون، والتي تتوازن مع جليدها على سطح بلوتو. وفقًا لقياسات نيو هورايزونز، يبلغ ضغط السطح حوالي 1 باسكال (10 بار)، ما يقرب من مليون إلى 100000 مرة أقل من الضغط الجوي للأرض. كان يعتقد في البداية أنه مع تحرك بلوتو بعيدًا عن الشمس، يجب أن يتجمد الغلاف الجوي تدريجياً على السطح.
تشير الدراسات التي أجريت على بيانات نيو هورايزونز والتجاهل الأرضي إلى أن كثافة بلوتو في الغلاف الجوي تزداد، وأنه من المرجح أن تظل غازية في مدار بلوتو. أظهرت ملاحظات نيو هورايزونز أن هروب غاز النيتروجين في الغلاف الجوي سيكون أقل بعشرة آلاف مرة من المتوقع.
أكد آلان ستيرن أنه حتى الزيادة البسيطة في درجة حرارة سطح بلوتو يمكن أن تؤدي إلى زيادات كبيرة في الكثافة الجوية لبلوتو. من 18 باسكال إلى ما يصل إلى 280 باسكال (ثلاثة أضعاف مساحة المريخ إلى ربع مساحة الأرض). في مثل هذه الكثافة، يمكن أن يتدفق النيتروجين عبر السطح كسائل. تمامًا مثل العرق يبرد الجسم أثناء تبخره من الجلد، فإن تسامي جو بلوتو يبرد سطحه.
عثر على وجود غازات في الغلاف الجوي يصل ارتفاعها إلى 1670 كم والجو ليس لهُ حدود حادة علوية. إن وجود غاز الميثان، وهو أحد غازات الدفيئة القوية، في جو بلوتو يخلق انقلابًا في درجة الحرارة، حيث يكون متوسط درجة حرارة الغلاف الجوي لعشرات الدرجات أكثر دفئًا من سطحه، على الرغم من أن ملاحظات نيو هورايزونز كشفت أن الغلاف الجوي العلوي لبلوتو هو أكثر برودة وأكثر من المتوقع (70 كلفن، مقابل حوالي 100 كلفن). ينقسم جو بلوتو إلى حوالي 20 طبقة ضباب متباعدة بانتظام يصل ارتفاعها إلى 150 كم، ويُعتقد أنها بسبب موجات الضغط الناتجة عن تدفق الهواء عبر جبال بلوتو.

## الأقمار

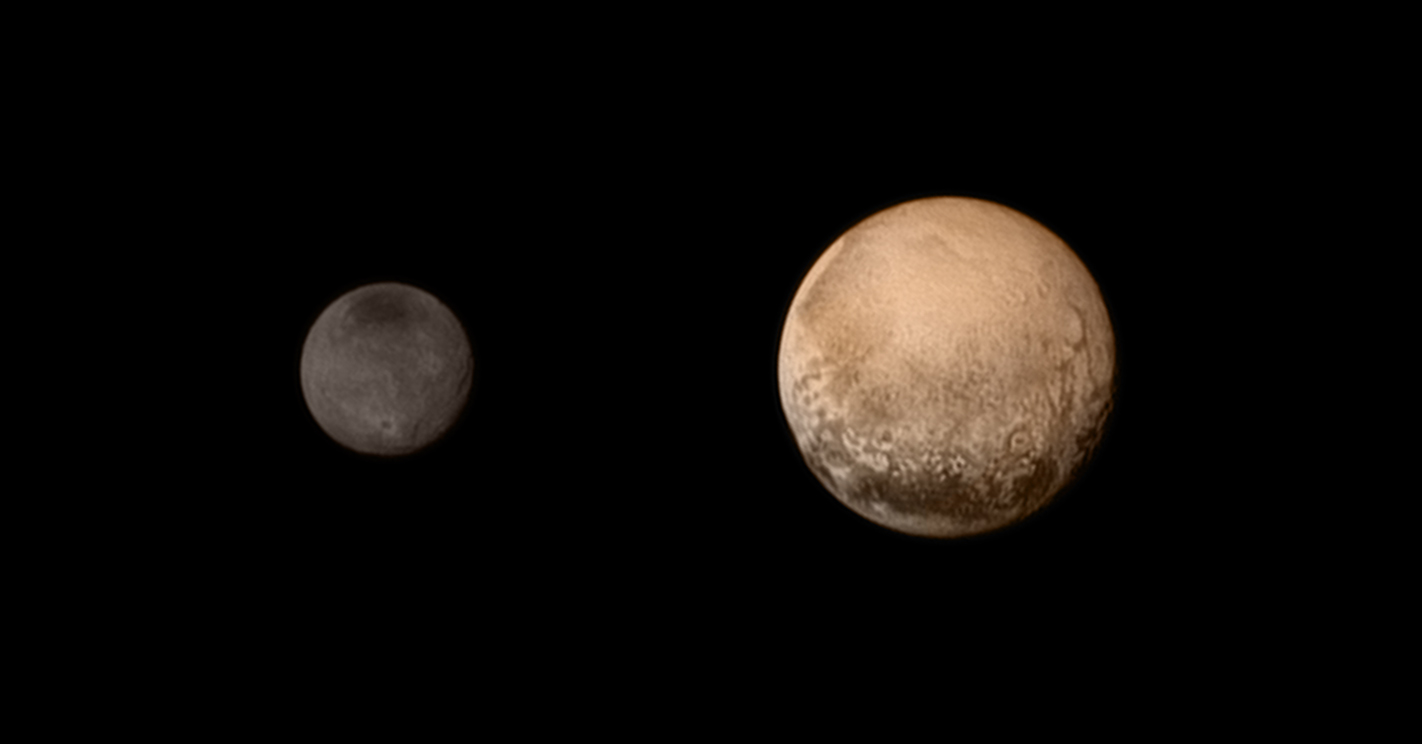
القمر شارون صورة من مسبار نيوهورايزونز

القمر شارون حول بلوتو

لدى بلوتو خمسة أقمار معروفة. الأقرب إلى بلوتو هو شارون. رصد شارون لأول مرة في عام 1978 من قبل العالم الفلكي جيمس كريستي، وهو القمر الوحيد لبلوتو في حالة توازن هيدروستاتيكي؛ كتلة شارون كافية للتسبب في أن يكون مرجح لنظام بلوتو-شارون خارج بلوتو. وراء شارون هناك أربعة أقمار أصغر بكثير من شارون. وهم ستيكس،نيكس، كيربيروس، هيدرا. اكتشف كل من نيكس وهيدرا في عام 2005، واكتشف كيربيروس في عام 2011، واكتشفت ستايلكس في عام 2012.
مدارات الأقمار دائرية (غريب الأطوار <0.006) ومستوية مع خط الاستواء لبلوتو (الميل <1 °)، وبالتالي مائلاً حوالي 120 درجة بالنسبة إلى مدار بلوتو. النظام البلوتوني مضغوط للغاية: تدور الأقمار الخمسة المعروفة داخل 3٪ من المنطقة حيث تكون حركات تراجعية مستقرة.
ترتبط الفترات المدارية لجميع أقمار بلوتو في نظام من الرنين المداري وقرب الرنين. عندما تتم المحاسبة المسبقة، تكون الفترات المدارية من ستيكس،نيكس،هيدرا بنسبة 18:22:33 بالضبط. يوجد تسلسل للنسب التقريبية على الشكل التالي 3: 4: 5: 6، بين فترات ستيكس،نيكس، كيربيروس، هيدرا مع فترات شارون؛ أصبحت النسب أقرب إلى أن تكون أكثر دقة للأقمار.
يعد نظام بلوتو-شارون أحد الأنظمة القليلة الموجودة في المجموعة الشمسية التي يقع مركزها خارج الجسم الرئيسي؛ نظام باتروكلوس 617 هو مثال أصغر، ونظام الشمس-المشتري هو النظام الوحيد الأكبر. دفع التشابه في حجم شارون وبلوتو بعض الفلكيين إلى تسميته كوكب قزم مزدوج. كما أن النظام بلوتو-شارون غير عادي بين الأنظمة الكوكبية من حيث أن كل منهما مقفل بالآخر، مما يعني أن بلوتو وشارون يتمتعان دائمًا بنفس نصف الكرة الآخر. من أي وضع على أي جسم، يكون الآخر دائمًا في نفس المكان في السماء، أو يكون غامضًا دائمًا. هذا يعني أيضًا أن فترة الدوران لكل منها تساوي الوقت الذي يستغرقه النظام بأكمله للدوران حول مركزه.
في عام 2007 أشارت ملاحظات مرصد الجوزاء لبقع من هيدرات الأمونيا وبلورات الماء على سطح شارون إلى وجود سخانات نشطة.
يُفترض أن أقمار بلوتو قد تشكلت نتيجة تصادم بين بلوتو وجسم مماثل بالحجم، في وقت مبكر من تاريخ النظام الشمسي. أحدث التصادم هذه المواد التي دمجت على شكل أقمار حول بلوتو.
| اسم       | اسم      | صورة | متوسط القطر (بالكيلو متر) | كتلة (×1021 كيلوجرام) | نصف المحور الرئيسي (بالكيلومتر) | دور مداري (بالأيام) | انحراف مداري      | زاوية الميلان (علي خط إستواء بلوتو) | تاريخ الإكتشاف |
| --------- | -------- | ---- | ------------------------- | --------------------- | ------------------------------- | ------------------- | ----------------- | ----------------------------------- | -------------- |
| بلوتو     | بلوتو    |      | 2306                      | 13.05 ± 0.07          | 2 035*                          | 6.387 230           | 0.0022            | 0.001°                              | 1930           |
| بلوتو I   | شارون    |      | 1207 ± 3                  | 1.52 ± 0.06           | 17 536 ± 3*                     | 6.387 230           | 0.0022            | 0.001°                              | 1978           |
| بلوتو II  | نيكس     |      | 46–137                    | <0.002                | 48 708                          | 24.856 ± 0.001      | 0.0030            | 0.195°                              | 2005           |
| بلوتو III | هايدرا   |      | 61–167                    | <0.002                | 64 749                          | 38.206 ± 0.001      | 0.0051            | 0.212°                              | 2005           |
| بلوتو IV  | كيربيروس |      | 13–34                     | 1.65                  | ~59,000                         | 32.1                | 0.00328 ± 0.00020 | 96°                                 | 2011           |
| بلوتو IIV | ستيكس    |      | 0.00027                   | 7.5                   | 78                              | 6.387 230           | 0.001144          | 82°                                 | 2012           |

## صور العرض

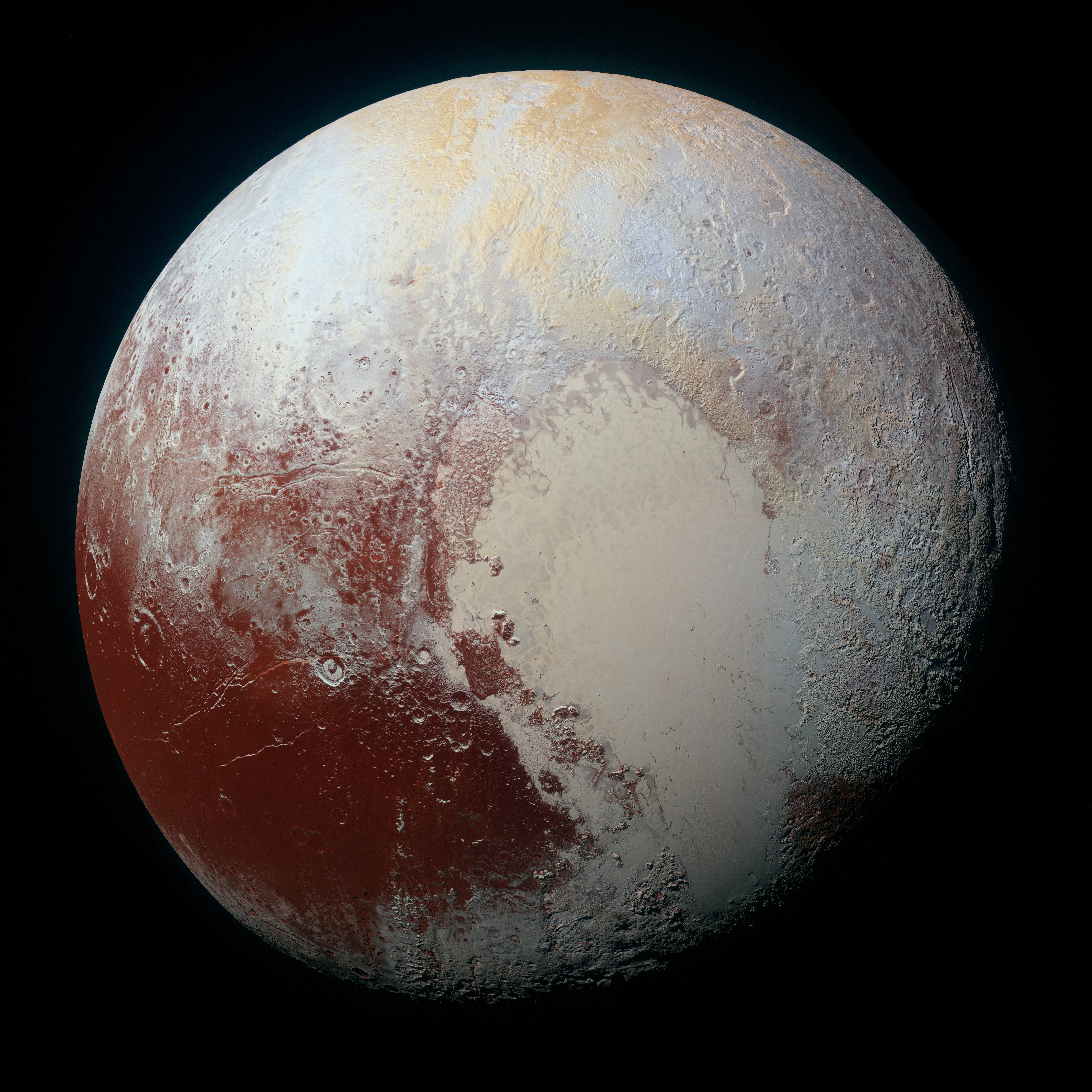
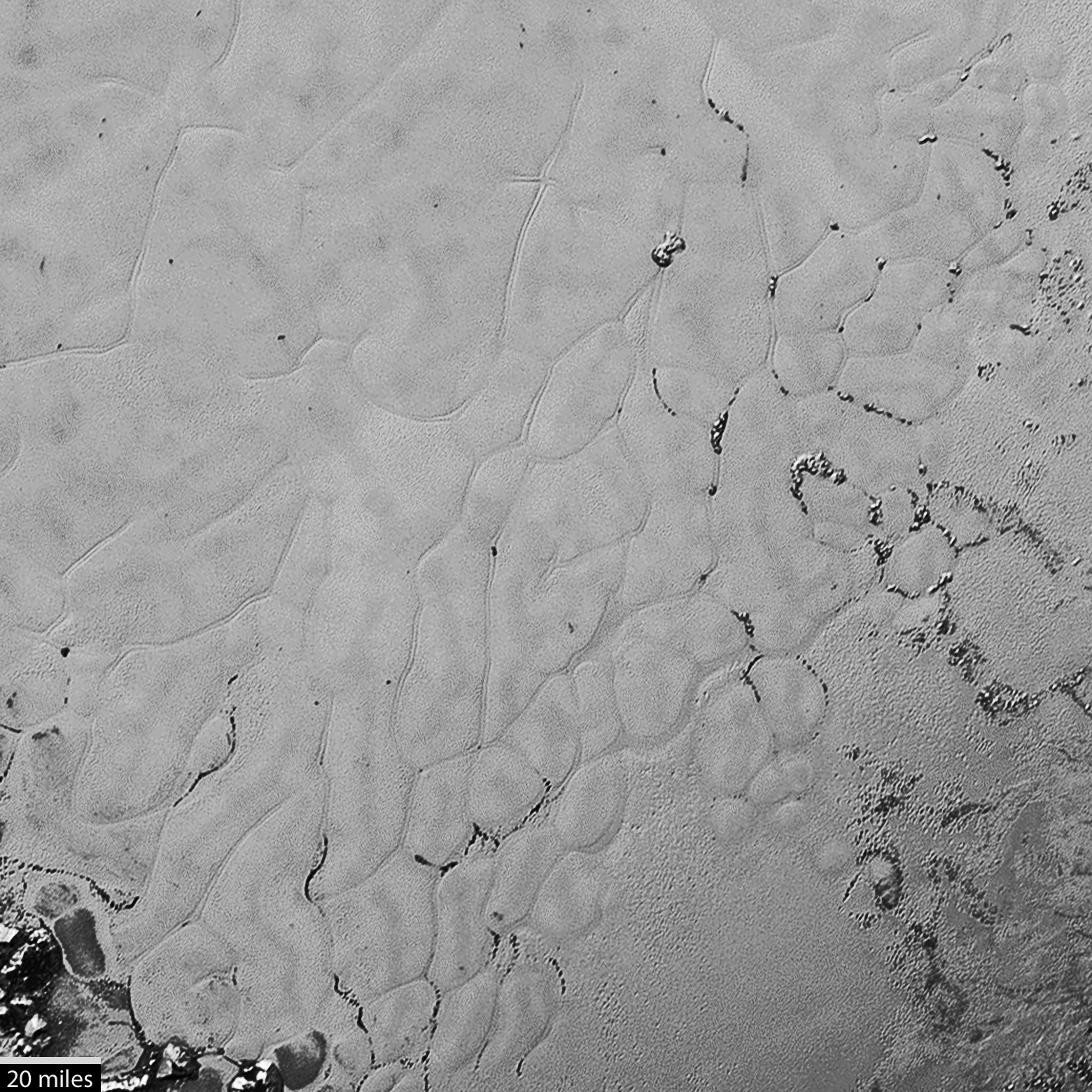
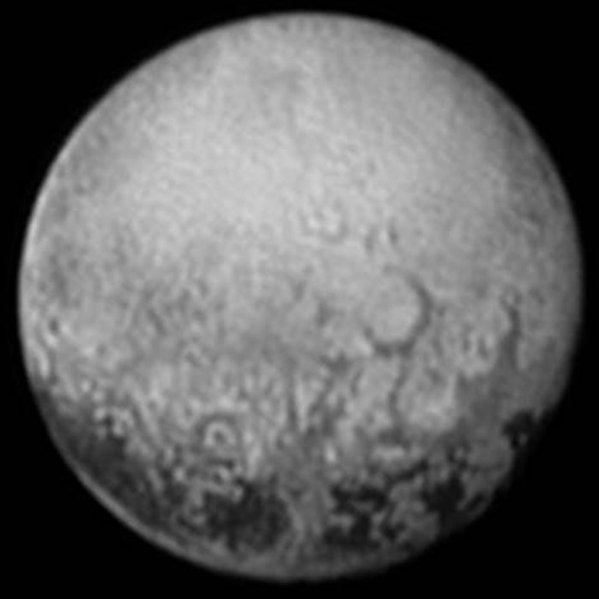
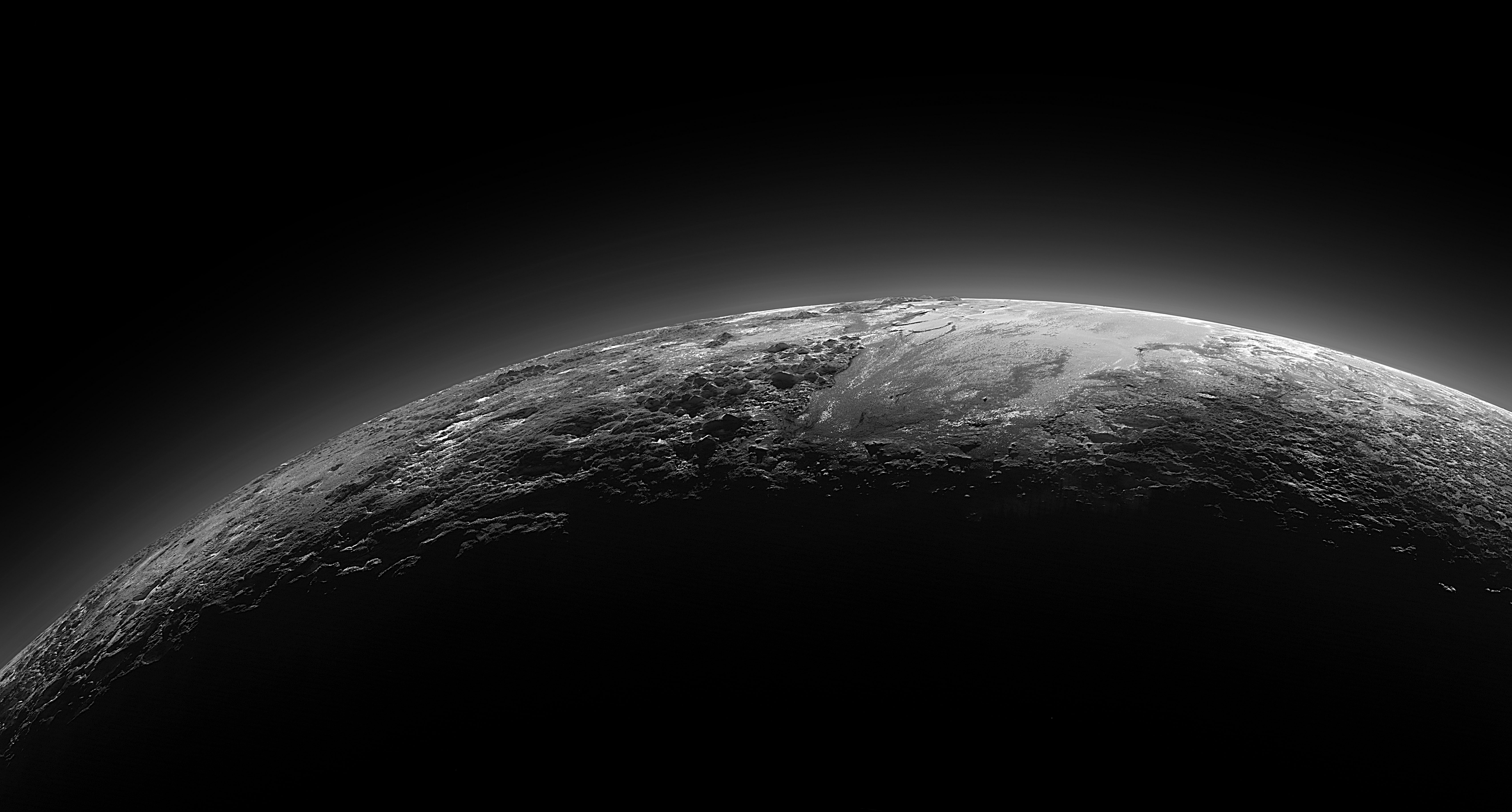
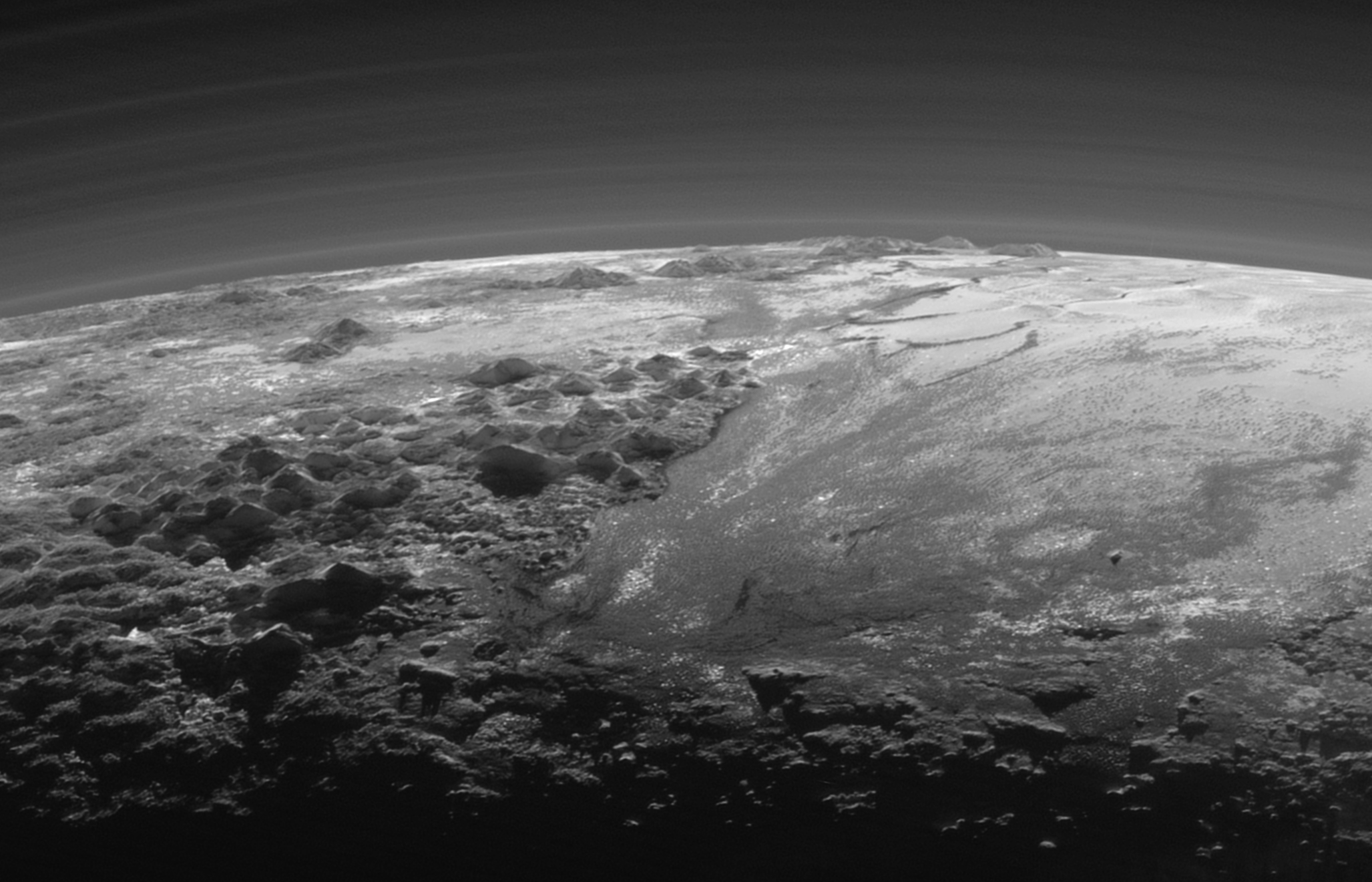

## الأصل

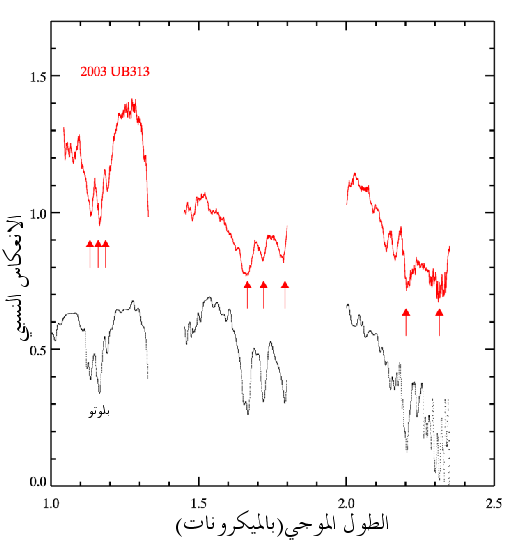
رسم بيانيّ لطيف الأشعة تحت الحمراء لكل من بلوتو وإريس

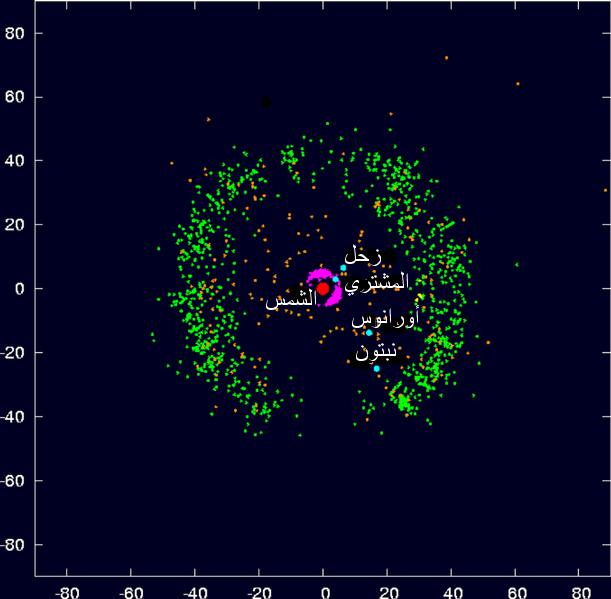
صورة توضح توزيع الأجرام في النظام الشمسي الخارجي، حيث تظهر الكواكب الثمانية في الصورة بلون أزرق والشمس بلون أحمر ويظهر قريبًا منها حزام الكويكبات الرئيسي باللون البنفسجي. أما أجرام حزام كايبر فتظهر باللون الأخضر وأجرام القرص المبعثر بالبرتقالي.

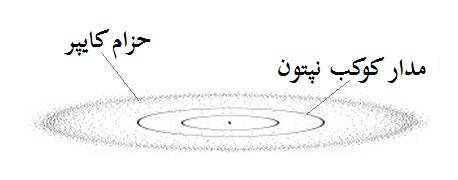
حزام كايبر وموقعه بالنسبة لمدار نبتون(مقياس رسم اختياري)

تسبب أصل بلوتو وهويته في حيرة لعلماء الفلك. إحدى الفرضيات المبكرة كانت أن بلوتو كان قمرًا هرب من نبتون، كما هو الحال مع قمر تريتون. تم رفض هذه الفكرة في النهاية بعد أن أظهرت الدراسات الديناميكية أنها مستحيلة لأن بلوتو لم يقترب أبداً من نبتون في مداره.
بدأ مكان بلوتو الحقيقي في النظام الشمسي في الكشف عن نفسه فقط في عام 1992، عندما بدأ علماء الفلك في العثور على أجسام جليدية صغيرة وراء نبتون كانت مشابهة لبلوتو، ليس فقط في المدار ولكن أيضًا في الحجم والتركيب. يُعتقد أن هذه الأجسام العابرة لنبتون مصدر العديد من المذنبات القصيرة الأجل.
يُعرف بلوتو الآن بأنه أكبر عضو في حزام كويبر، حزام مستقر من الأشياء الواقعة بين 30 و50 وحدة فلكية من الشمس. اعتبارًا من عام 2011، كانت المسوحات التي أجريت على حزام كويبر حتى حجم 21 قد اكتملت تقريبًا، ومن المتوقع أن تتجاوز أي جرمات متبقية بحجم بلوتو 100 وحدة فلكية من الشمس. مثل جرمات حزام كايبر الأخرى، يشارك بلوتو مميزات مع المذنبات. على سبيل المثال تهب الرياح الشمسية سطح بلوتو تدريجيا في الفضاء. لقد زُعم أنه إذا تم وضع بلوتو بالقرب من الشمس مثل الأرض، فسيتطور ذيل، كما تفعل المذنبات. تمت مزاعم هذا الادعاء بحجة مفادها أن سرعة هروب بلوتو مرتفعة للغاية بحيث لا يمكن حدوث ذلك. ومع ذلك فقد زُعم أيضًا أن بلوتو ربما يكون قد تشكل نتيجة لتكتل العديد من المذنبات وجرمات حزام كويبر ذات الصلة.
على الرغم من أن بلوتو هو أكبر جرم من حزام كويبر المكتشف، فإن قمر نبتون تريتون وهو أكبر بقليل من بلوتو يشبهه جيولوجيًا ويُعتقد أنه جرم حزام كويبر الذي تم التقاطه. يماثل إريس نفس حجم بلوتو (على الرغم من كونه أكثر ضخامة) ولكنه لا يُعتبر عضوًا من سكان حزام كويبر. بدلاً من ذلك يعتبر أحد أعضاء مجموعة مرتبطة تسمى القرص المبعثر.
هناك عدد كبير من جرمات حزام كويبر، مثل بلوتو في صدى مداري 2: 3 مع نبتون. مثل الأعضاء الآخرين في حزام كويبر، يُعتقد أن بلوتو هو كوكب دموي متبقٍ؛ مكون من القرص الكوكبي الأصلي حول الشمس والذي فشل في الاندماج بالكامل في كوكب كامل.
يتفق معظم علماء الفلك على أن بلوتو يعزى إلى موقعه الحالي إلى هجرة مفاجئة خضع لها نبتون في بداية تكوين النظام الشمسي. عندما هاجر نبتون إلى الخارج واقترب من الأجسام الموجودة في حزام كويبر، ووضع واحدًا في المدار حول نفسه (تريتون)، وضرب الآخرين في مدارات فوضوية.
يُعتقد أن الجرمات الموجودة في القرص المبعثر، وهي منطقة غير مستقرة ديناميكيًا متداخلة مع حزام كويبر وضعت في مواقعها الحالية من خلال التفاعلات مع صدى نبتون المهاجر. اقترح نموذج للكمبيوتر تم إنشائه في عام 2004 من قبل اليساندرو موربيديلي مرصد خانه نیس في نيس أن هجرة نبتون إلى حزام كويبر قد يكون سببها تكوين صدى 1: 2 بين كوكب المشتري وزحل، والذي خلق دفعة الجاذبية التي دفعت كل من أورانوس ونبتون إلى مدارات أعلى وتسببت في تبديل الأماكن، مما ضاعف في النهاية مسافة نبتون من الشمس.
يمكن أن يفسر الطرد الناجم عن أشياء من حزام كويبر القصف الثقيل المتأخر بعد 600 مليون سنة من تكوين النظام الشمسي وأصل أحصنة طروادة لكوكب المشتري. من المحتمل أن يكون بلوتو لديه مدار شبه دائري حول 33 وحدة فلكية من الشمس قبل أن تزعج هجرة نبتون في التقاط الرنانة. يتطلب نموذج نيس أن يكون هناك حوالي ألف جسم بحجم بلوتو في القرص الكوكبي الأصلي، والتي شملت تريتون وإيريس.

## الملاحظة والاستكشاف
تجعل مسافة بلوتو من الأرض من الصعب إجراء دراسة واستكشاف متعمق له. في 14 يوليو 2015، طار المسبار الفضائي نيو هورايزونز التابع لناسا عبر نظام بلوتو، مما وفر الكثير من المعلومات عنه.

### الملاحظة

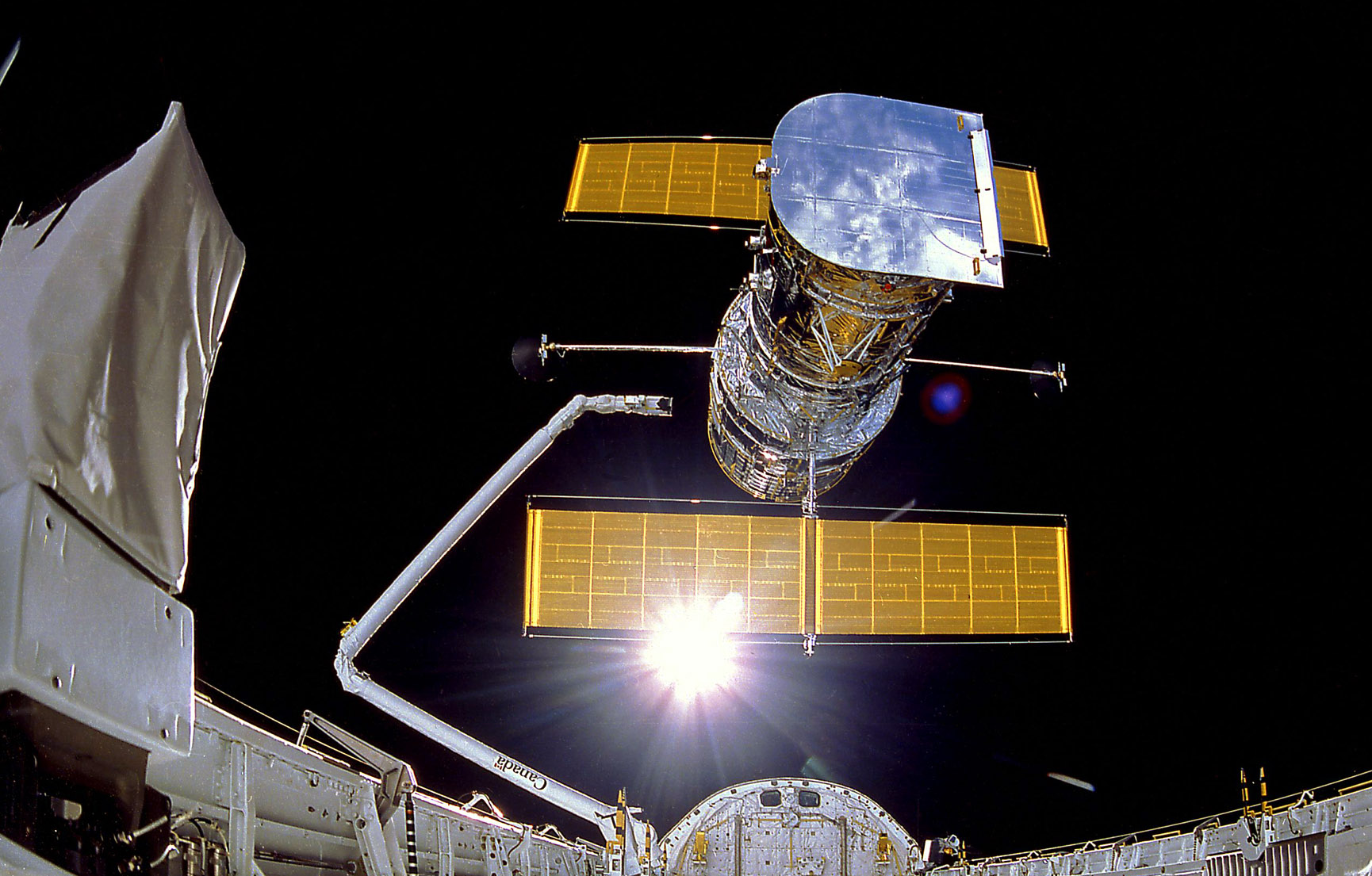
مرصدُ هَابِل وهو ينفصلُ عن مكُوك الفَضَاء ديسكفري لأول مرَّة إلى مداره في الفضاء في عام 1990.

متوسط حجم الظهور البصري لبلوتو 15.1، إشراقا إلى 13.65 في الحضيض. لرؤيته مطلوب تلسكوب. حوالي 30 سم (12 بوصة) فتحة مرغوبة. يبدو مثل النجوم وبدون قرص مرئي حتى في التلسكوبات الكبيرة، لأن قطره الزاوي هو 0.11 فقط.
كانت خرائط بلوتو الأقدم، التي صنعت في أواخر الثمانينات من القرن الماضي خرائط سطوع تم إنشائها من ملاحظات قريبة من الكسوف من قبل أكبر أقماره شارون. تم إجراء ملاحظات حول التغير في إجمالي سطوع نظام بلوتو وشارون أثناء الكسوف. على سبيل المثال يؤدي تجاوز نقطة مضيئة على بلوتو إلى تغيير سطوع كلي أكبر من كسر بقعة مظلمة. يمكن استخدام معالجة الكمبيوتر للعديد من هذه الملاحظات لإنشاء خريطة سطوع. يمكن لهذه الطريقة أيضًا تتبع التغيرات في السطوع بمرور الوقت.
تم إنتاج خرائط أفضل من الصور التي التقطها تلسكوب هابل الفضائي، والتي قدمت دقة أعلى، وأظهرت تفاصيل أكثر بكثير، حل الاختلافات عدة مئات من الكيلومترات بما في ذلك المناطق القطبية والبقع الساطعة الكبيرة. تم إنتاج هذه الخرائط من خلال معالجة كمبيوتر معقدة، حيث تجد أفضل الخرائط المسقطة لعدد قليل من وحدات البكسل في صور تلسكوب هابل. ظلت هذه هي خرائط بلوتو الأكثر تفصيلا حتى مركبة نيو هورايزونز في يوليو 2015، لأن كاميرتين على تلسكوب هابل الفضائي المستخدمة لهذه الخرائط لم تعد في الخدمة.

### الاستكشاف

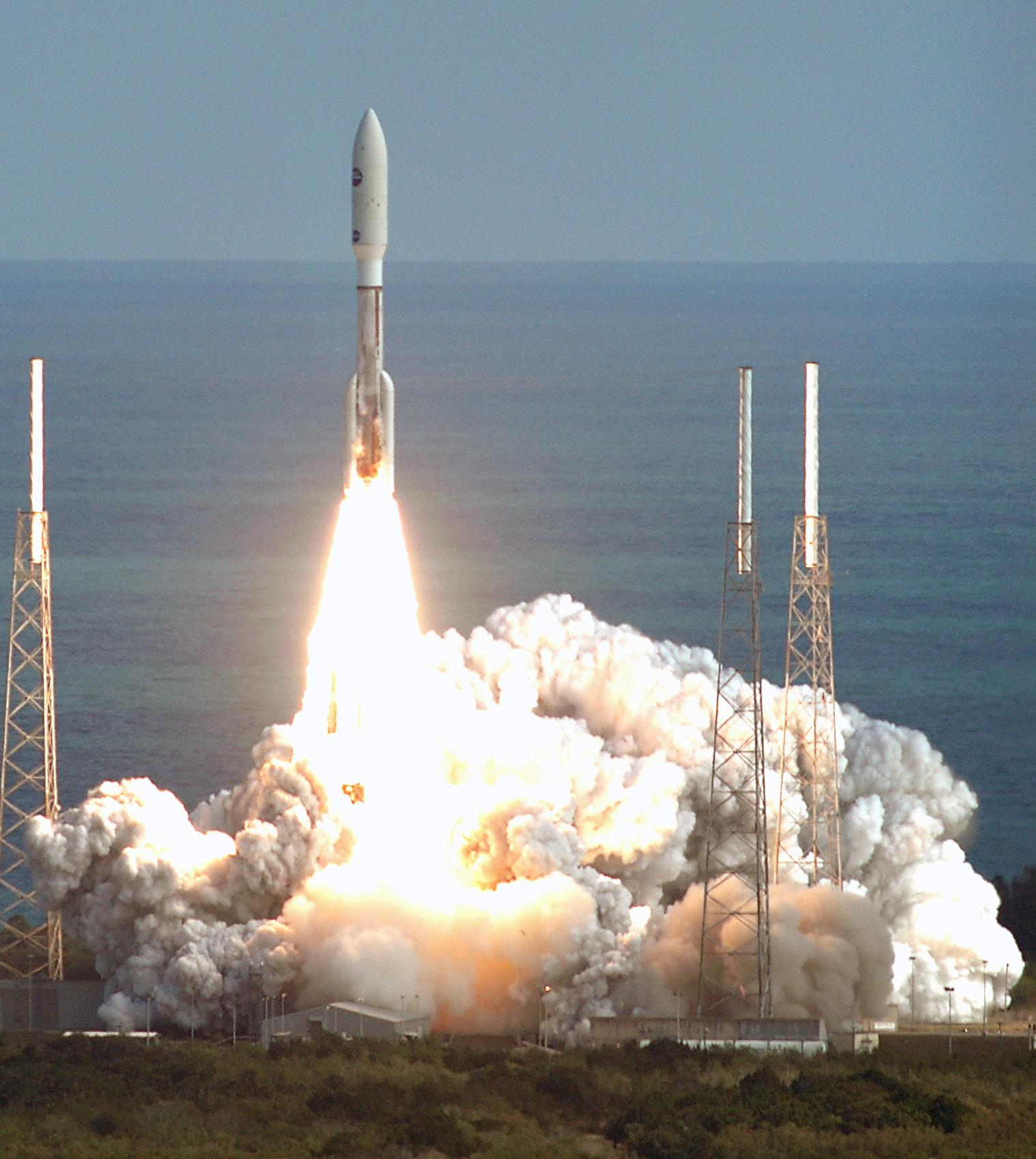
انطلاق بعثة نيو هورايزونز في 19 يناير 2006.

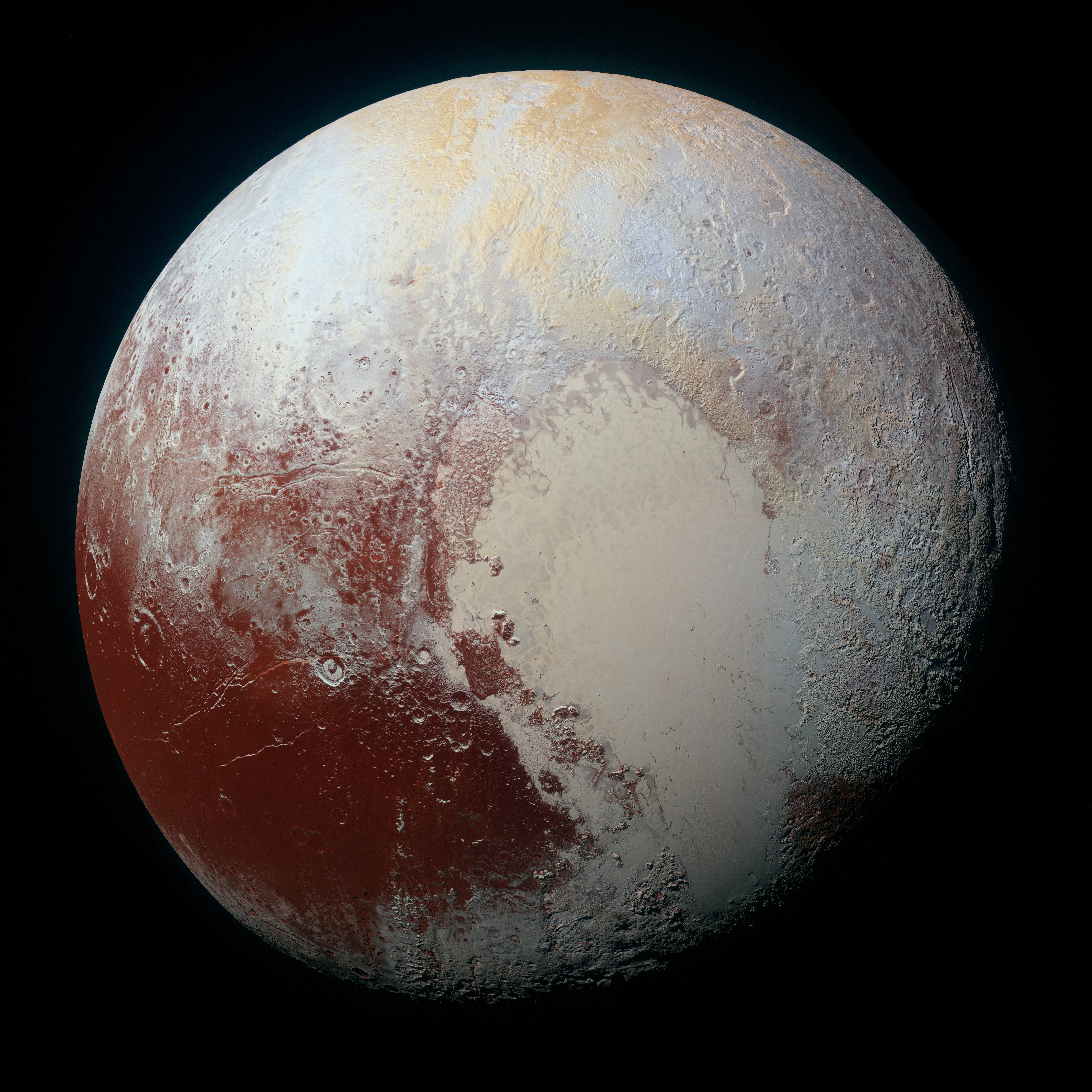
صورة عالية الدقة لبلوتو مزودة بألوان لابراز الاختلافات في تكوين السطح.

تعد مركبة نيوهورايزنز الفضائية، التي وصلت إلى بلوتو في يوليو 2015، أول محاولة حتى الآن لاستكشاف بلوتو مباشرة. أطلقت في عام 2006 والتقطت أول صورها (البعيدة) لبلوتو في أواخر سبتمبر 2006 خلال اختبار التصوير طويل المدى. وأكدت الصور التي التقطت من مسافة حوالي 4.2 مليار كيلومتر قدرة المركبة الفضائية على تتبع الأهداف البعيدة وهي مهمة للإستكشاف نحو بلوتو وغيرها من أجسام حزام كويبر. في أوائل عام 2007 استفادت المركبة من مساعدة جاذبية من المشتري.
قامت مركبة نيوهورايزنز الفضائية بأقرب مقاربتها إلى بلوتو في 14 يوليو 2015، بعد رحلة استغرقت 3462 يوم عبر النظام الشمسي. بدأت الملاحظات العلمية لبلوتو قبل خمسة أشهر من الاقتراب الأقرب واستمرت لمدة شهر على الأقل بعد اللقاء. وأجريت الملاحظات باستخدام حزمة الاستشعار عن بعد التي شملت أدوات التصوير وأداة تحقيق علم الراديو، وكذلك التجارب الطيفية وغيرها.
كانت الأهداف العلمية لمركبة نيوهورايزنز الفضائية هي التوصيف الجيولوجي والمورفولوجي لبلوتو وقمره شارون، ورسم خريطة لتكوينهما السطحي، وتحليل جو بلوتو المحايد ومعدل هروبه. في 25 أكتوبر 2016، الساعة 05:48 بالتوقيت الشرقي، تم استلام آخر جزء من البيانات (من إجمالي 50 مليار بت من البيانات أو 6.25 غيغابايت) من نيو هورايزون من لقائها الوثيق مع بلوتو.
منذ مركبة نيوهورايزنز الفضائية، دعا العلماء للقيام بمهمة مدارية ستعود إلى بلوتو لتحقيق أهداف علمية جديدة. وهي تشمل تعيين السطح على ارتفاع 30 قدم لكل بكسل وملاحظات أقمار بلوتو الصغيرة وملاحظات حول كيفية تغير بلوتو أثناء دورانه على محوره، ورسم الخرائط الطبوغرافية لمناطق بلوتو المغطاة بظلام طويل الأجل بسبب ميله المحوري.
يمكن تحقيق الهدف الأخير باستخدام نبضات الليزر لإنشاء خريطة طبوغرافية كاملة لبلوتو. دعا آلان ستيرن المحقق الرئيسي في نيوهورايزنز إلى مركبة مدارية على غرار كاسيني ستطلق حوالي عام 2030 (الذكرى المائة لاكتشاف بلوتو) وتستخدم جاذبية شارون لضبط مداره حسب الحاجة لتحقيق أهداف علمية بعد وصوله إلى نظام بلوتو.
يمكن للمدار بعد ذلك استخدام جاذبية شارون لمغادرة نظام بلوتو ودراسة المزيد من حزام كايبر بعد الانتهاء من جميع أهداف علم بلوتو.
تصف دراسة مفاهيمية ممولة من ناسا برنامجًا مركبة تدور حول بلوتو تدور حول الانصهار ومركب للهبوط يعتمد على مفاعل التكوين العكسي في حقل برينستون.